# Associação Chapecoense de Futebol
Associação Chapecoense de Futebol, mais conhecida apenas como Chapecoense, é um clube de futebol brasileiro sediado na cidade de Chapecó, Santa Catarina. Foi fundada em 10 de maio de 1973, com o objetivo de restaurar o futebol na cidade. Sua origem está ligada ao fato de que, na década de 1970, a região possuía apenas alguns times amadores, sendo inexpressiva em relação ao futebol profissional. Com o propósito de reverter esta situação, alguns desportistas, jovens apaixonados pelo esporte, decidiram se reunir para criar um time de futebol profissional para a cidade. De maneira geral, pode-se dizer que a Chapecoense, posteriormente um dos mais bem-sucedidos do futebol catarinense, surgiu da união dos clubes Atlético Chapecoense e Independente.
Dentre suas maiores glórias no futebol, destaca-se a conquista na Copa Sul-Americana de 2016, sendo o único clube do estado de Santa Catarina a chegar em uma final de competição internacional, a Série B de 2020 e sete títulos estaduais. Outras campanhas importantes, foram as de vice-campeã na Recopa Sul-Americana de 2017 e Copa Suruga Bank de 2017, além do Troféu Joan Gamper de 2017, competição amistosa que marca o início da temporada do Barcelona. A Chapecoense detém o recorde de participações em competições internacionais entre os clubes catarinenses, ao todo são oito participações. É o único clube catarinense com participação na Recopa Sul-Americana e Copa Suruga Bank. Na Copa Libertadores da América, acumula duas participações, a primeira na edição de 2017, sendo eliminada na fase de grupos e na edição de 2018, sendo assim o clube catarinense com mais participações na competição. A Chapecoense é o único clube do estado a lograr classificação para a Libertadores via Campeonato Brasileiro. Também é o clube catarinense com mais participações na Copa Sul-Americana, recorde que compartilha com o Figueirense, com quatro participações cada.
O clube ganhou destaque após sua ascensão meteórica da Série D à Série A do Campeonato Brasileiro de Futebol em apenas 6 anos. Desde 2014, o clube fazia parte da elite do futebol nacional, até a edição de 2019 onde foi rebaixada pela primeira vez em um campeonato a nível nacional. Já na temporada seguinte, em 2020, a Chapecoense conquistou o seu primeiro título nacional e consequentemente o retorno à elite nacional. Em 2017, conseguiu realizar a sua melhor campanha na Série A do Campeonato Brasileiro desde a sua estreia, ficando na 8º colocação com 54 pontos. A equipe ainda foi campeã do segundo turno do campeonato, conquistando o Troféu João Saldanha de 2017, sendo a primeira equipe fora do G-12 a conseguir tal feito. A Chapecoense conquistou acessos sendo terceira colocada, tanto na Série D de 2009, como na Série C de 2012, além de vice campeã da Série B de 2013. No âmbito estadual, chegou a quatorze finais do Campeonato Catarinense e conquistou sete títulos estaduais, o último em 2020. Foi uma vez campeã da Copa Santa Catarina e duas vezes campeã da Taça Santa Catarina.
Em pesquisa realizada no primeiro semestre de 2017 pelo Instituto Mapa, a Chapecoense apareceu como o clube com o maior número de torcedores e simpatizantes do estado de Santa Catarina. Considerando apenas os clubes catarinenses, a Chapecoense assumiu a ponta e passou de 9%, de uma medição realizada em 2010, para 26%. Joinville e Criciúma vêm logo atrás com 9%. Enquanto a dupla da Capital, Figueirense e Avaí, aparecem na sequência com 8%. É considerado como um dos cinco grandes clubes de Santa Catarina, junto com o Avaí, Criciúma, Figueirense e Joinville, clubes com os quais mantém forte rivalidade esportiva.

## História

### Antecedentes (1919–1972)
O clube surgiu em uma época em que o futebol amador em Chapecó estava adormecido. O futebol em Chapecó começou em 1919, com o Club Passo Bormann Foot Ball. Em 1948, nasceu o Esporte Clube Chapecó, chamado de "Invencível". Por conta disso, em 1948, veio o rival, para fazer o clássico de Chapecó por muitos anos, o Independente Futebol Clube, intitulado "O mais querido". O Independente participou do Campeonato Catarinense em 1962. O clássico entre Independente e EC Chapecó foi denominado “Clássico Incha”. Tempos mais tarde, em 1961, surgiu o Atlético Clube Chapecoense que disputou cinco edições do Campeonato Catarinense (1961, 1962, 1964, 1965 e 1966). Alguns desportistas estavam decididos a reativar o futebol em Chapecó, fundando um novo clube. Até que no dia 10 de maio de 1973, na loja de confecção de Heitor Pasqualotto, ele, Alvadir Pelisser, Altair Zanella, Lotário Immich, Vicente Delai, torcedores do Independente e torcedores do Atlético Chapecoense, resolvem propor a fusão de dois antigos clubes, o Atlético Chapecoense e Independente. Assim nasceu a Associação Chapecoense de Futebol.

### Fundação (1973–1976)

O time da Chapecoense que conquistou o primeiro título da história do clube. Em pé: Bico Fino, Décio, Carlos Alberto, Janga, Cosme, Luiz Carlos, Zé Carlos e o roupeiro Juarez. Agachados: Wilsinho, Jorge, Valdir, Sergio Santos e Eluzardo.

A ideia da fusão dos antigos clubes da cidade agradou muitos e logo ganhou apoio de empresários da região, empolgados com Chapecó tendo um time que a representasse. Um dos principais foi Plínio de Nês, influente político que ofereceu apoio incondicional para erguer o novo clube. Em resumo, a Chapecoense começou a sua história com a ajuda de amantes do futebol de toda a região.
Em 1973, formou-se a primeira diretoria da Associação Chapecoense de Futebol, constituída pelos seguintes dirigentes:
- Presidente: Lotário Immich;
- Vice-Presidente: Gomercindo L. Putti;
- Secretário: Jair Antunes da Silva;
- 2º Secretário: Altair Zanela;
- Tesoureiro: Alvadir Pelisser;
- 2º Tesoureiro: Paulo Spagnolo;
- Diretor Esportivo: Vicente Delai; ainda com a participação de Jorge Ribeiro (Lili) e Moacir Fredo.

O primeiro time foi formado por jogadores da cidade de Chapecó, alguns até exerciam outras profissões além do futebol. A primeira formação do time era composta por Odair Martinelli (motorista da SAIC), Zeca (apelidado de "Calceteiro" por ser o responsável pela montagem das calçadas, funcionário da Prefeitura de Chapecó), Miguel (Cabo da PM/SC), Boca, Vilmar Grando, Celso Ferronato, Pacassa (José Maria), Orlandinho, Tarzan, Ubirajara (PM/SC), Beiço, Airton, Agenor, Plínio (de Seara), Jair, Raul, Xaxim e Casquinha (funcionário do BESC). Todos sempre acompanhados por Nilson Ducatti e pelos dirigentes. Alvadir Pelisser na época relatava:
| “ | Muitos não recebiam nada, iam ao campo com vontade e garra, uma vez que a arrecadação da Chapecoense era pequena. | ” |
|   | — Alvadir Pelisser.                                                                                               |   |

Os primeiros jogos foram realizados em um campo emprestado, em Xaxim, a 20km de Chapecó, enquanto o estádio era construído. O primeiro time profissional não demoraria para ser formado. Treinado por Gomercindo Luiz Putti, trazido a mando de Pasqualoto da cidade de Concórdia, e tendo como diretor de futebol Vicente Delai, a equipe era composta por Beiço, Schú, Zé Taglian, Bonassi, Pacasso, Minga, Casquinha, Albertinho, Caibí, Eneas e Zé.
Beto, jogador da equipe à época, relata o primeiro jogo como profissional:
| “ | Foi contra o São José de Porto Alegre, no campo do Colégio São Francisco, Chapecoense 1–0 São José, o segundo jogo foi realizado na cidade de Xaxim contra o Novo Hamburgo. | ” |
|   | — Beto. |   |

### Início glorioso e as primeiras conquistas (1977–2000)

A torcida da Chapecoense levou para o Estádio Regional Índio Condá uma faixa com os dizeres "Avaí, persona non grata!". O fato aconteceu durante a final do Campeonato Catarinense de Futebol de 1977.

Em 1977, após uma campanha com 46 jogos, 26 vitórias, 12 empates, 8 derrotas, 72 gols marcados contra 30 gols sofridos, a Chapecoense chega a final e vence o Avaí na final do Campeonato Catarinense de Futebol de 1977 pelo placar de 1–0 e comemora o primeiro título de sua história. Esta final ficou marcado por diversas curiosidades extra campo. O clima extra campo era pesado, o Avaí ficou hospedado em outra cidade temendo represálias. O narrador esportivo de Chapecó, Telles da Silva, convidou a imprensa da capital para um churrasco em sua residência. Ao chegar o meio-dia, ausentou-se pois teria que iniciar sua jornada esportiva. Na casa de Telles, a imprensa da capital ouvia sua transmissão. O jornalista e radialista Roberto Alves, de Florianópolis, relata como ele iniciou sua transmissão:
| “ | Senhoras e senhores, os "amarelos" da ilha estão na minha casa, comendo da minha comida, bebendo da minha bebida e falando mal de Chapecó! Eles tem ódio de Chapecó! | ” |
|   | — Telles da Silva, radialista Chapecoense. |   |

Com tal agitação, os torcedores da Chapecoense receberam a imprensa de Florianópolis com arcos e flechas sendo lançadas para todos os lados. A torcida também levou uma faixa com os dizeres: "Avaí, persona non grata!". Essa conquista proporcionou que em 1978 e 1979, o clube disputasse o Campeonato Brasileiro de Futebol, ficando na 51ª e 93ª posições, respectivamente.
A Chapecoense quase conquistou o bicampeonato catarinense na edição de 1978, mas o título ficou com o Joinville, após desistência do Avaí.[carece de fontes?] Esse foi considerado um dos títulos mais polêmicos de Santa Catarina. Na edição de 1991, o bicampeonato escapou novamente diante do Criciúma, quando a equipe perdeu por 1 a 0 a final no Estádio Heriberto Hülse. No ano de 1995, a Chapecoense novamente chega a final, e no primeiro jogo vence o Criciúma por 2 a 1 no Estádio Regional Índio Condá. O jogo de volta no Heriberto Hülse foi polêmico e confuso, com a Chapecoense tendo três jogadores expulsos e o Criciúma tendo 2 jogadores expulsos e levando 7 cartões amarelos. No tempo normal, derrota por 1 a 0 e na prorrogação empate em 0 a 0. Como o regulamento não considerava saldo de gol, o Criciúma ficou novamente com o título.

#### O Foguetório de 1996

Torcedores e dirigentes da Chapecoense comemorando o título estadual de 1996.

Na véspera da final do Campeonato Catarinense de 1996, marcada para o dia 13 de julho, o Joinville ficou hospedado no melhor hotel do Oeste Catarinense na época, o Hotel Bertaso, que ficava bem no centro da cidade de Chapecó. Durante a noite, um grupo de torcedores da Chapecoense ficou soltando fogos perto do hotel. A polícia foi chamada, dava uma volta próximo do local e, quando ia embora, os fogos retornavam. Na manhã seguinte, o então presidente do Joinville, Vilson Florêncio, decidiu deixar Chapecó e não ir a campo, pelas condições emocionais do time e por temer pela segurança física dos seus atletas. O árbitro Dalmo Bozzano, então, declarou a Chapecoense vencedora por W.O.
O Joinville recorreu da decisão do árbitro e pediu um novo jogo, em campo neutro. Depois de batalhas judiciais, uma nova decisão foi marcada para o dia 18 de dezembro. No entanto, o duelo ocorreu no Oeste do Estado. A Chape havia perdido o primeiro jogo por 2 a 0 e precisava vencer para levar a decisão para a prorrogação. Fez 1 a 0 no tempo normal, com Marquito, e chegou aos 2 a 0 na prorrogação, com Gilmar Fontana, e ficou com a taça.
Foram 26 partidas, com quinze vitórias, seis empates e somente cinco derrotas. Na final, a Chapecoense perdeu a primeira partida por 2 a 0 em Joinville, no dia 6 de julho. O título só foi definido em 18 de dezembro, quando o Verdão venceu por 1 a 0 no tempo normal, e novamente por 1 a 0 na prorrogação.

### Decadência e a crise (2001–2006)
Nos anos posteriores a Chapecoense passou por uma grande crise. O auge foi no Campeonato Catarinense de Futebol de 2001, quando a equipe ficou na última colocação e teve que disputar uma seletiva no ano seguinte para poder voltar à elite do futebol catarinense. A final da seletiva foi contra o Kindermann, de Caçador. O empate por 1 a 1 no tempo normal e 1 a 1 na prorrogação deram o acesso a Chapecoense.
Em 2003, por causa de dívidas irresgatáveis, a Associação Chapecoense de Futebol passou a chamar-se Associação Chapecoense Kindermann/Mastervet. O clube usou um velho artifício, amparado pela legislação brasileira, de mudança de personalidade jurídica. Preservou-se a identidade do futebol como produto mercadológico. Além disso, o "novo" clube livrou-se das dívidas monstruosas acumuladas ao longo dos anos. A parceria durou só até 2004, mas foi a base para o ressurgimento da Chapecoense no cenário estadual.
Após novos tropeços, em 2005, uma nova direção comandada por diversos empresários e políticos do município, assumiu a Chapecoense com o objetivo de reerguer o clube. Gestões anteriores geraram uma dívida acumulada de R$1,5 milhão que deixou a Chapecoense à beira da falência, e os novos donos decidiram resolver destinando 30% de toda a arrecadação da equipe para pagamentos. Em 2006, com Agenor Piccinin no comando técnico, o Verdão conquistou no segundo semestre a Copa Santa Catarina de 2006, preparando o time para o ano seguinte.[carece de fontes?]

### Tricampeonato estadual e o acesso à Série C (2007–2009)
Em 2007, mesmo novamente desacreditada, a Chapecoense voltou a conquistar o Campeonato Catarinense de Futebol. Com uma campanha irrepreensível, o time chegou a final contra o Criciúma, vencendo o jogo de ida por 1 a 0 e empatando em 2 a 2 na cidade de Criciúma, levando seu terceiro título estadual.
No ano de 2009, o time disputou o Campeonato Catarinense ficando com o vice-campeonato, perdendo o título para o Avaí. Após o término do Campeonato Catarinense a Chapecoense inicia o preparo para a Série D do Campeonato Brasileiro. Com algumas contratações e vendas a Chapecoense chega ao início do campeonato como a favorita do Grupo A9 que contavam com os times do Londrina, Ypiranga de Erechim e Naviraiense, além da própria Chapecoense.
A estreia foi fora de casa contra o Ypiranga em Erechim, o jogo terminou em 0–0. O jogo de estreia em casa foi contra o Londrina, o time venceu por 2–0. Viagem longa para Naviraí e vitória estrondosa por 3–0. A Naviraiense veio a Chapecó e mais uma vez foi derrotada por 3–0 e o jogo nem chegou a terminar pois a Naviraiense teve 4 expulsos e um contundido, como já tinha feito as 3 substituições o jogo terminou aos 25 minutos do 2° tempo. A Chapecoense já estava classificada a 2° fase quando perdeu de 2–1 para o Londrina fora de casa. No último jogo da 1° fase o Ypiranga visita a Chapecoense precisando ganhar para se classificar e a Chapecoense só precisava de um empate para se garantir em 1° no grupo. O jogo foi truncado e debaixo de chuva. O partida terminou em 4–3 para a Chapecoense dando o 1° lugar ao time e a eliminação ao time de Erechim.
Na segunda fase o time foi para Curitiba e fez o seu dever ganhando do Corinthians Paranaense por 3–0 deixando assim uma folga para o 2° jogo. No jogo em casa a Chapecoense somente administrou o 1° resultado e empatou o jogo em 0–0 para se classificar e pegar novamente o Londrina.
Com a classificação assegurada em cima do Londrina, a Chapecoense pegou o Araguaia AC, tendo que viajar mais de 25 horas de ônibus, o time venceu por 2–1. No jogo em casa o time perde a invencibilidade pela derrota de 1–0 debaixo de muita chuva, mesmo assim se classificando por causa do gol fora de casa.
Na fase final, a Chapecoense enfrentou o Macaé, no Maracanã, o time perdeu por 2–0. No jogo de volta venceu pelo placar de 3–2 mas não se classificou para a final. Porém, já estava com a vaga assegurada para a Série C do ano seguinte.

### Tetracampeonato estadual e o acesso à Série B (2010–2012)
Em 2010, o clube foi rebaixado da primeira divisão do campeonato estadual, porém, foi mantido na primeira divisão, após o Atlético de Ibirama pedir licenciamento do futebol profissional, ocasionando assim o rebaixamento do time de Ibirama, junto com o Juventus de Jaraguá, último colocado da competição. Na Série C daquele ano o time foi classificado para as quartas de final inacreditavelmente. O time era líder, mas perdeu a liderança e terminou a sua participação na competição em 2º, só que ainda havia uma rodada a se realizar e o único resultado que daria a classificação ao time do oeste era o empate entre Caxias e Brasil de Pelotas e o resultado foi 0–0. Nas quartas de final, o time foi eliminado para o Ituiutaba, empatando por 1–1 em casa e 0–0 fora, sendo que valia o critério de gols fora.
No ano de 2011, com o comando do técnico Mauro Ovelha o time desbancou todos os favoritos e conseguiu o seu quarto título estadual, com uma campanha que surpreendeu até o torcedor mais animado. Com o título, a Chapecoense chegou como favorita a conquista da Série C. Na primeira fase conseguiu a primeira colocação no grupo D com alguns altos e baixos na competição, num grupo que ainda contava com Joinville, Caxias, Santo André e Brasil de Pelotas. Na segunda fase o time teve uma péssima campanha terminando em terceiro lugar, perdendo duas das três partidas que disputou em casa, assim sendo eliminado.
Em 2012, o time disputou a Copa do Brasil, já que foi campeã catarinense de 2011. Na primeira fase encarou o São Mateus, do Espírito Santo. No jogo de ida derrota por 2 a 1. No jogo de volta, vitória por 3 a 1 e classificação para a segunda fase para enfrentar o Cruzeiro. Na primeira partida, com a Arena Condá lotada, a Chapecoense saiu na frente com gol do zagueiro Souza, mas no segundo tempo, permitiu o empate cruzeirense. Já na volta, o time catarinense estava surpreendendo a todos com um ótimo primeiro tempo, que acabou resultando no gol do zagueiro Fabiano, mas o time deu uma cochilada e o Cruzeiro empatou, empate que mudaria a cara do time mineiro para o segundo tempo, onde virou o jogo para 4 a 1.
Após a boa campanha feita no Campeonato Catarinense terminando na 3ª colocação, começou o Campeonato Brasileiro Série C de 2012 motivada. Em meio a muitos jogos terminou a primeira fase na 3ª colocação do Grupo B. Na segunda fase jogou contra o Luverdense, sediado na cidade de Lucas do Rio Verde. O primeiro jogo foi em Chapecó, e com o apoio da torcida a Chapecoense venceu por 3–0 e encaminhou sua classificação para a Série B de 2013. A segunda partida foi um jogo muito tenso, e com um pênalti no final da partida a equipe do Luverdense que consegue ganhar a partida por 1–0. Porém foi pouco, a classificação para a semifinal e o acesso ao Campeonato Brasileiro da Série B de 2013 ficou com a Chapecoense. Houve muita festa em Chapecó por poder considerar a equipe uma das 40 melhores do Brasil.

### Acesso à Série A (2013)
No começo da Série B de 2013, ninguém apostava que a Chapecoense estivesse entre as quatro equipes promovidas à Série A. As coisas mudaram com uma campanha quase perfeita após oito rodadas, com um aproveitamento de 83,3%, e a liderança do campeonato. Isso animou o time a mudar de planos. Ficar na Série B já não era suficiente. Na 36º rodada do campeonato a Chapecoense fez história e conseguiu chegar à Primeira Divisão do futebol nacional, depois de empatar com o Bragantino em 1 a 1. A torcida e time da Chapecoense já haviam comemorado o acesso na vitória contra o Paraná, por 1 a 0, na terça-feira. Na quarta-feira também teve festa em Chapecó, na chegada da delegação. Mas ainda faltava a confirmação matemática, que veio no jogo contra o Bragantino.
No primeiro tempo, na cobrança de Danilinho, Bruno Rangel subiu mais que todo mundo e cabeceou para a rede, chegando a 31 gols na Série B. No segundo tempo o Bragantino voltou disposto a estragar a festa. Aos oito minutos, Lincon empatou a partida. Numa cobrança de falta Rodrigo Gral não fez gol da vitória por poucos centímetros, pois a bola foi para fora. Mas o resultado era o suficiente para iniciar a comemoração em Chapecó. Com 38 jogos, 20 vitórias, 12 empates e apenas 6 derrotas, a Chapecoense fazia um dos maiores feitos de sua história: o acesso a principal divisão do futebol nacional.

### Permanência na Série A e primeira partida internacional (2014–2015)
No ano de 2014, a Chapecoense começa como um dos favoritos para o título catarinense. Depois de 9 partidas, 4 vitórias, 3 empates e 2 derrotas, a Chapecoense não consegue a classificação para o quadrangular final, tendo que disputar o hexagonal do rebaixamento, conforme regras da competição. Foram 10 partidas, 6 vitórias, 2 empates e 2 derrotas, a Chapecoense acaba na primeira colocação do hexagonal.
Como a Chapecoense havia sido vice-campeã catarinense no ano anterior, conquistou o direito de disputar a Copa do Brasil de 2014. Na primeira fase, foi até Rio Branco jogar contra o Rio Branco-AC e ganhou pelo placar de 2–0, eliminado o jogo de volta em Chapecó. Na segunda fase, o time enfrentaria o Ceará. No primeiro jogo em Fortaleza, o time da casa vence por 2–1. Em Chapecó, a Chapecoense não consegue bater o adversário e arranca um empate e, novamente, é eliminada na segunda fase da competição.
Alguns meses depois, finalmente faz a sua estreia no Campeonato Brasileiro de Futebol. O objetivo principal da equipe era se manter na primeira divisão do futebol nacional, já que era sua primeira participação. Após as 38 rodadas com 11 vitórias, 10 empates e 17 derrotas, a Chapecoense conclui seu objetivo, ficando na 15º posição e garantindo presença na Série A de 2015. Uma dessas vitórias, teve muita repercussão na impressa nacional, a goleada da Chapecoense sobre o Internacional por 5–0.
Em 2015, começa o Campeonato Catarinense novamente como favorita, e confirma o favoritismo ficando na primeira colocação e classificando-se para o Hexagonal Final. Na segunda fase, acaba ficando na terceira posição e acaba perdendo a vaga na final para o Joinville e o Figueirense.
Como a Chapecoense havia ficado em primeiro lugar na primeira fase do Campeonato Catarinense, teve vaga assegurada na Copa do Brasil de Futebol de 2015. Primeira fase, viaja até o Tocantins e ganha do Interporto por 5–2, eliminado o jogo da volta. Novamente, assim como em 2014, é eliminada na segunda fase nos pênaltis pelo Sport. A eliminação na Copa do Brasil fez com que a Chapecoense garantisse vaga na Copa Sul-Americana de 2015 como melhor colocada no Campeonato Brasileiro do ano anterior.
No Campeonato Brasileiro, a Chapecoense manteve um rendimento parecido com a do ano de 2014, foram 11 vitórias, 10 empates e 17 derrotas. Inclusive, novamente, teve destaque na imprensa nacional, a goleada feita frente ao Palmeiras por 5–1.
Com a classificação na Copa Sul-Americana, o clube tinha a chance de realizar um dos sonhos da sua torcida: a primeira partida internacional. Na primeira fase, a Chapecoense encarou a Ponte Preta. Em Campinas, empate em 1–1. Já em Chapecó, a Chapecoense fez valer o mando de campo e vence por 3–0, classificando para a fase internacional da Copa Sul-Americana. Nas oitavas-de-final, a Chapecoense enfrentou o Libertad do Paraguai. Na primeira partida em Assunção, a Chapecoense fez uma ótima partida arrancando um empate em 1–1 mesmo com um jogador a menos. O primeiro jogador a marcar internacionalmente pela Chapecoense foi o meio-campo Camilo. No jogo da volta, com muita festa da torcida em Chapecó, a Chape começa perdendo logo no início do jogo, mas se recupera e empata. Fim de jogo. Disputa nos pênaltis, e o uruguaio Hernán Rodrigo López, erra o primeiro pênalti.
Assim, a Chapecoense chega as quartas-de-final contra o River Plate. No dia 21 de outubro de 2015 no Estádio Monumental de Núñez, a Chapecoense faz um jogo histórico e um dos principais da sua história, enfrentando o campeão da Copa Libertadores da América de 2015, Copa Sul-Americana de 2014 e Recopa Sul-Americana de 2015. Com 55 mil torcedores, pressão e forte adversário, a Chapecoense acaba derrotada pelo placar de 3–1. Os gols do River foram marcados por Sánchez aos 19' do primeiro e 41' do segundo tempo e por Pisculichi aos 17' do primeiro tempo. Pela Chape, Maranhão marcou aos 36' do primeiro tempo. Na partida de volta, uma semana depois, a Chape venceu o River por 2 a 1 na Arena Condá. Tendo que ganhar por 2–0 para se classificar as semifinais, a Chape toma iniciativa e abre o placar, Bruno Rangel aos 20' do primeiro tempo. Com o gol, a Chape parte para cima, cria boas chances, mas é o River quem chega ao gol, Sánchez aos 45' do primeiro tempo. No segundo tempo, a Chapecoense deveria fazer 2 gols para que o jogo fosse para as penalidades. Bruno Rangel, novamente, aos 7' do segundo tempo, faz 2-1 para a Chape. Com forte pressão da Chapecoense e várias jogadas de gol, o River se defendia, até que nos 43' do segundo tempo Tiago Luis cabeceia e manda a bola no travessão. Fim de jogo.
Com o placar agregado de 4–3, permitiu que o River Plate avançasse às semifinais da competição. Após a partida, a torcida aplaudiu os jogadores pelo empenho e pela vitória, apesar da eliminação. Apesar da eliminação da Chapecoense na Copa Sul-Americana, a imprensa nacional e Argentina elogiaram muito a atuação da Chapecoense. Um dos jornais mais famosos da Argentina, o Diário Olé, publicou que a Sorte teria ajudado o time argentino, diante da boa atuação da equipe Catarinense. Já o site globoesporte.com publicou: "O futebol nem sempre é merecimento. Pela luta e garra, a Chapecoense poderia ter obtido um resultado melhor contra o River Plate".

### Primeira equipe catarinense em uma final internacional (2016)

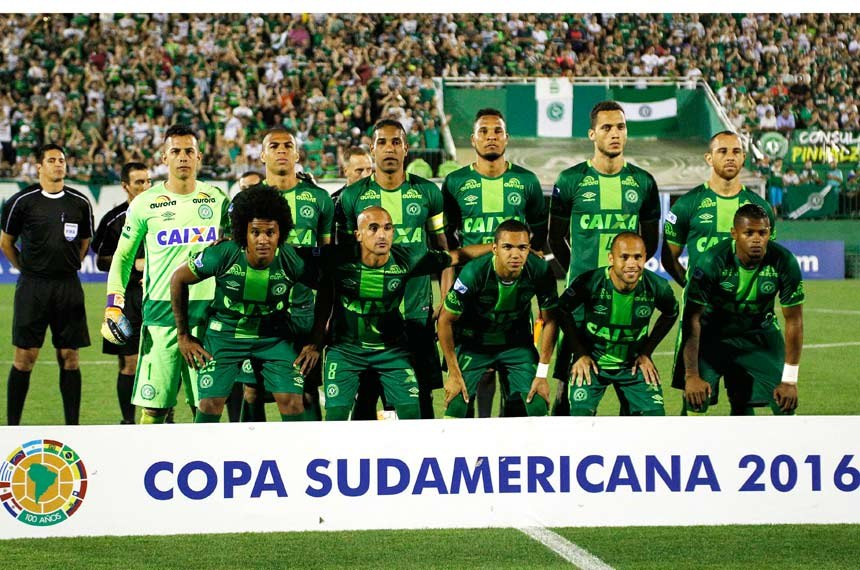
O time da Chapecoense finalista da Copa Sul-Americana.

No primeiro semestre, a Chapecoense teria pela frente o Campeonato Catarinense de Futebol de 2016. No primeiro turno da competição, a Chape sagrou-se campeã com 7 vitórias, 2 empates e nenhuma derrota. Tal campanha, deu a oportunidade para a equipe disputar a final do Campeonato Catarinense. No segundo turno, o time teve um desempenho mediano, ficando na modesta 4º colocação, foram 4 vitórias, 2 empates e 3 derrotas. Na fase final, teria como adversário o Joinville, campeão do segundo turno. O primeiro jogo da final ocorreu na Arena Joinville no dia 1 de maio, a Chapecoense venceu a partida por 1–0 com gol de Ananias. Uma semana após a primeira partida, na Arena Condá, jogou-se a partida final. O Joinville saiu na frente com gol de Diego Felipe, mas aos 23' do segundo tempo, o maior artilheiro da história da Chapecoense, Bruno Rangel, empata o jogo e dá o título a Chapecoense. Esta foi a 5º conquista estadual da Chapecoense.
No segundo semestre, a Chapecoense começou sendo desclassificada da Copa do Brasil de 2016 pelo Atlético Paranaense. No Campeonato Brasileiro de Futebol, a Chapecoense conquistou a sua melhor colocação desde a primeira participação em 1978. Em 37 jogos foram 13 vitórias, 13 empates e 11 derrotas, terminando na 11° colocação.
Após ser eliminada na Copa do Brasil, a Chapecoense ganhou a oportunidade de disputar a Copa Sul-Americana pela segunda vez. Na fase nacional, a Chapecoense enfrentou o Cuiabá. A primeira partida foi em Cuiabá, e a Chape acaba sendo derrotada por 1–0. No jogo da volta, a Chapecoense mostra sua superioridade e vence a partida por 3–1 com gols de Bruno Rangel (2) e Lucas Gomes. Assim como em 2015, a Chapecoense encararia na segunda fase, um dos maiores clubes da Argentina, o Independiente. Após dois empates em 0–0 no Estádio Libertadores de América e na Arena Condá, a partida teve que ser decidida nos pênaltis. Foram 8 cobranças por parte do Independiente e 4 defesas do goleiro Danilo, assim classificando a Chapecoense a próxima fase. Na fase seguinte, começou em desvantagem após ser derrotado no Estádio Metropolitano Roberto Meléndez por 1–0, a favor do Junior de Barranquilla. Em casa, fez valer o mando de campo, vitória estrondosa por 3–0, os gols foram de Thiego, Gil e Ananias. Na semifinal, mais um dos gigantes argentinos, agora seria o San Lorenzo. A primeira partida foi em Buenos Aires, após uma partida de muita intensidade, a Chapecoense segura a pressão e consegue um sofrido empate em 1–1. Na Arena Condá, a Chapecoense administrou a partida e fez valer a regra do "gol fora". Um simples empate em 0–0 foi o suficiente para levar a equipe verde e branca a final. O time adversário na final da Copa Sul-americana seria o Atlético Nacional, a primeira partida seria no estádio Atanasio Girardot e a segunda no estádio Couto Pereira.

### Tragédia na Colômbia (2016)
Para o deslocamento até a cidade de Medellin, onde seria disputada a primeira partida da final da Copa Sul-Americana de 2016, a equipe iria de Guarulhos para Santa Cruz de la Sierra a bordo de um voo comercial, depois seguiria de Santa Cruz de la Sierra até Medellin a bordo de um voo fretado pela companhia aérea boliviana LaMia. Porém, às 22:15 (UTC) do dia 28 de novembro de 2016, a aeronave de registro CP-2933 acidentou-se enquanto efetuava a aproximação para pouso no Aeroporto Internacional José María Córdova, próximo ao local conhecido como Monte Gordo, com 77 pessoas a bordo, incluindo jogadores, dirigentes e comissão técnica da Chapecoense, além de jornalistas. As operações de resgate iniciaram-se imediatamente após o acidente, porém, logo no início da manhã, foi informado pelas equipes de resgate que 71 pessoas haviam morrido. Apenas seis pessoas sobreviveram: os jogadores Alan Ruschel, Jakson Follmann e Neto, o jornalista Rafael Henzel, e os tripulantes Erwin Tumiri e Ximena Suarez.
Segundo as investigações preliminares, o acidente teria sido causado por uma pane seca, quando há falta de combustível nos tanques para serem bombeados aos motores, causando a parada dos mesmos. A pane seca teria sido causada pelo planejamento incorreto do voo, já que a autonomia da aeronave era para 3000 quilômetros, enquanto o trajeto tinha 2 975 quilômetros, tendo uma margem de apenas 25 quilômetros, considerada baixíssima na aviação.

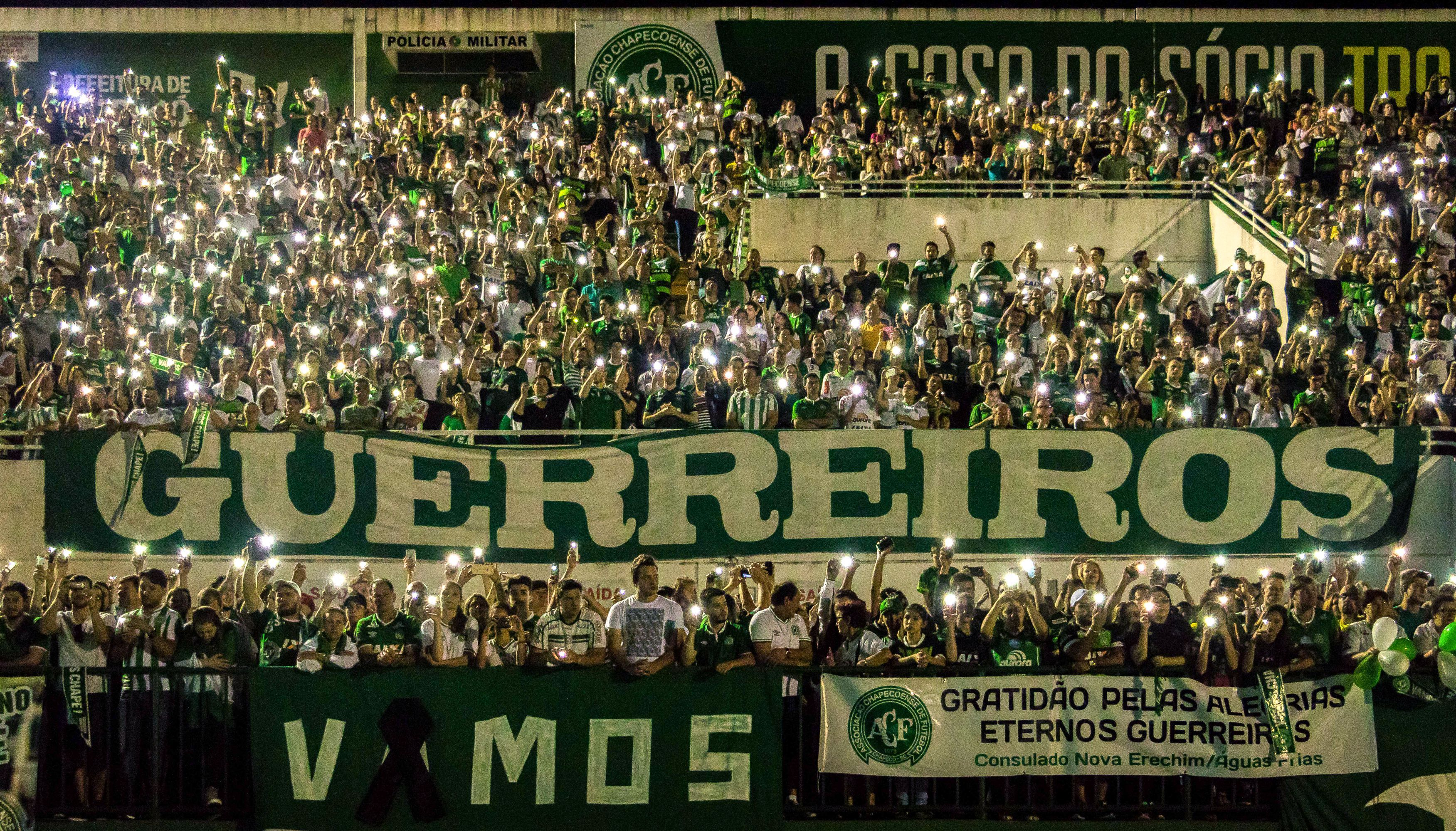
Tributo pelas vítimas do Voo 2933 na Arena Condá.

O acidente causou comoção nacional e internacional. Grandes equipes, como Real Madrid, Santos e Barcelona, respeitaram um minuto de silêncio antes dos seus respectivos treinos no dia 29 de novembro. A Confederação Sul-Americana de Futebol (CONMEBOL) cancelou a final da Copa Sul-Americana de 2016. A Confederação Brasileira de Futebol adiou por uma semana a segunda partida da final da Copa do Brasil e a última rodada do Campeonato Brasileiro. O presidente do Brasil Michel Temer decretou luto oficial no Brasil de três dias logo após a notícia do acidente. Por todo o mundo, os principais jornais imediatamente repercutiram o acidente, bem como as principais redes de notícia de todos os países; logo redes como CNN e BBC e jornais como The New York Times, El País e Le Monde passaram a cobrir a tragédia. Já na manhã do dia 29, as redes sociais da mesma forma exibiram reações que de forma unânime manifestavam apoio às vítimas da tragédia. Em suas contas pelo Twitter, os atletas Pelé, Maradona, Messi e Neymar Jr., entre muitos outros, manifestaram pesar e solidariedade; os times de futebol de todo o mundo também usaram este meio para expressar o luto e apoio ao time brasileiro e às famílias das vítimas, além de suas páginas oficiais. Logo hashtags como "#forçachape" ou "#fuerzachape" se tornaram as trending topics em todo o mundo e o vídeo que exibia a equipe rezando unida tornou-se o mais compartilhado. A equipe contra quem jogaria a Chapecoense, Atlético Nacional, imediatamente também manifestou sua solidariedade e a intenção de ceder o título ao adversário vitimado. No mesmo dia do acidente, dirigentes do Atlético Nacional enviaram um pedido formal à CONMEBOL pedindo que o título da Copa Sul-Americana de 2016 fosse entregue para a Chapecoense:
| “ | O Atlético Nacional pede para a Conmebol que o título da Copa Sul-Americana seja entregue à Associação Chapecoense de Futebol como louro honorário pela sua grande perda e em homenagem póstuma às vítimas do fatal acidente que deixa o nosso esporte de luto. Da nossa parte, e para sempre, a Chapecoense é a campeã da Copa Sul-Americana. | ” |
|   | — Atlético Nacional da Colombia, 02 de dezembro 2016. |   |

No dia 30 de novembro, no horário que seria disputada a Final da Copa Sul-Americana, o canal Fox Sports 1 entrou em silêncio no período que estava reservado para a transmissão do jogo. A tela ficou toda preta em sinal de luto, com a hashtag #90minutosdesilencio e um cronômetro para marcar o tempo que a cobertura da partida duraria. No Twitter um usuário simulou uma partida intitulada "Final dos sonhos" e o assunto ficou entre um dos mais comentados nos trending topics na rede. Neste mesmo dia, no Estádio Atanasio Girardot, a equipe do Atlético Nacional organizou uma homenagem aos mortos no acidente, no mesmo horário em que seria disputada a partida de ida da final.
Em 5 de dezembro, os dirigentes da CONMEBOL reuniram-se por teleconferência e decidiram declarar a Chapecoense campeã da Copa Sul-Americana de 2016. Além do título, a equipe conquistou uma vaga na Copa Libertadores da América de 2017 e disputou o título da Recopa Sul-Americana de 2017 contra o próprio Atlético Nacional, que conquistara a Copa Libertadores da América de 2016.

### Reconstrução (2016–2018)

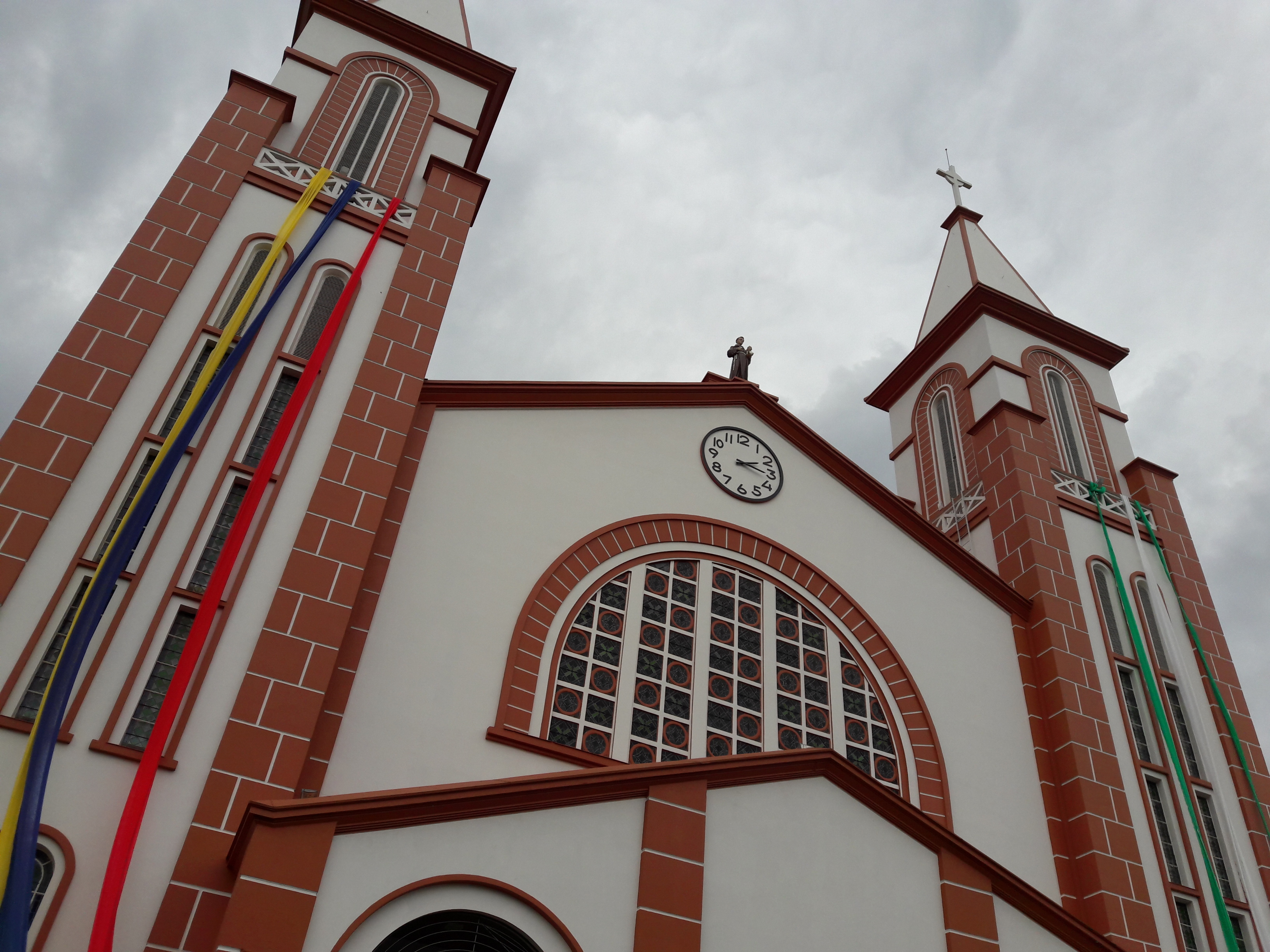
Catedral Santo Antônio de Chapecó, enfeitada com as cores da Chapecoense e da Colômbia para a final da Recopa Sul-Americana.

Duas semanas após o acidente, a equipe da Chapecoense iniciou os esforços de reconstrução do clube, obtendo jogadores diversos clubes brasileiros, que emprestaram ou negociaram os atletas. Entre os novos jogadores, estão o goleiro Elias, emprestado pelo Juventude, o zagueiro Douglas Grolli, emprestado pelo Cruzeiro, e o atacante Rossi, vendido pelo Goiás, além da contratação do técnico Vagner Mancini. No início de 2017, eram 15 os reforços contratados pela Chapecoense.
No dia 7 de março de 2017, a Chapecoense fez a sua estreia na Copa Libertadores da América, vencendo fora de casa a equipe do Zulia por 2–1 com gols de Reinaldo e Luiz Antônio. A Chapecoense caiu no grupo 7, juntamente com o Nacional do Uruguai, Lanús da Argentina e Zulia da Venezuela. Acabou eliminada na fase de grupos após 2 vitórias, 1 empate, 3 derrotas, 6 gols marcados e 12 sofridos. Houve uma polêmica envolvendo o clube pela escalação de um jogador irregular na vitória de 2–1 contra Lanús. O clube foi punido com uma derrota de 3x0 (W.O) e acabou sendo eliminada. Após a eliminação na Copa Libertadores, foi transferida para a Copa Sul-Americana de 2017 por ter ficado na 3º colocação em seu grupo. Pela segunda fase da competição, enfrentou o Defensa y Justicia. Em Florencio Varela perdeu por 1–0. Na volta, em Chapecó, devolveu o placar e conseguiu a classificação nos pênaltis. Nas oitavas-de-final, foi eliminado pelo Flamengo após empatar por 0–0 em Chapecó e perder por 4–0 no Rio de Janeiro.
Em 7 de maio, se tornou pela primeira vez bicampeã do Campeonato Catarinense. Após conquistar o returno do Campeonato Catarinense de 2017, a Taça Sandro Pallaoro, ganhou a oportunidade de disputar a final contra o Avaí que foi campeão do turno. No jogo de ida, na Ressacada, a Chapecoense vence por 1–0. No jogo da volta, na Arena Condá, o Avaí devolve o placar. Como a Chapecoense tinha a melhor campanha na classificação geral, o empate dava o título a equipe de Chapecó.
Após eliminações na Primeira Liga e na Copa do Brasil para o Cruzeiro, a Chapecoense voltou suas atenções para duas finais internacionais: a Recopa Sul-Americana de 2017 e a Copa Suruga Bank de 2017. Na Recopa, a Chapecoense ganhou a primeira partida realizada na Arena Condá por 2–1. Houve uma série de homenagens ao Atlético Nacional, o Show da Gratidão organizado pela Chapecoense junto a Prefeitura de Chapecó. No jogo de volta, a Chapecoense acaba perdendo por 4–1, ficando com o vice campeonato. Na Copa Suruga, a Chapecoense acaba perdendo por 1–0 para o Urawa Red Diamonds com um gol irregular da equipe adversária.
A Chapecoense também participou da 52ª edição do Troféu Joan Gamper a convite do Barcelona. O jogo ocorreu no dia 7 de agosto no estádio Camp Nou em Barcelona. O Barcelona ganhou a partida por 5–0. Gerard Deulofeu, Sergio Busquets, Lionel Messi, Luis Suárez e Denis Suárez marcaram para a equipe catalã. A partida marcou a reestreia do sobrevivente Alan Ruschel aos gramados.
No Campeonato Brasileiro, a equipe continuou colecionando recordes, realizando sua melhor campanha, terminando a competição em 8º lugar e garantindo uma vaga para a Copa Libertadores de 2018, tornando-se a primeira equipe catarinense com mais de uma participação na competição internacional e a lograr classificação via Campeonato Brasileiro. A equipe ainda foi campeã do segundo turno do campeonato, conquistando o Troféu João Saldanha de 2017, sendo a primeira equipe fora do G-12 a conseguir tal feito. Em 16 de janeiro de 2018, foi indicada ao Prêmio Laureus em duas categorias: Retorno do Ano e Melhor Momento Esportivo. Em 27 de fevereiro de 2018, ganhou o Laureus de Melhor Momento Esportivo, pela entrada em campo dos sobreviventes da tragédia.
Já no ano de 2018, a Chapecoense passou por momentos difíceis durante as competições. No Campeonato Catarinense de 2018, dominou a competição desde a primeira rodada, mas na final, acabou perdendo para o Figueirense por 2 a 0 em plena Arena Condá. Na Copa do Brasil de 2018, acabou sendo eliminada pelo Corinthians, mesmo com a eliminação, conseguiu a sua melhor campanha na competição chegando as Quartas de finais. Na segunda participação da equipe na Copa Libertadores da América, acabou sendo eliminada na segunda fase pelo Nacional, do Uruguai, por 2 a 0 no agregado. O clube uruguaio fez 1 a 0, na Arenda Condá, e repetiu o placar no Estádio Gran Parque Central. No Brasileirão 2018, a Chapecoense teve um dos anos mais difíceis desde a sua chegada na elite nacional. Após 37 rodadas, a Chapecoense chegou a última rodada tendo que ganhar do São Paulo para se manter na elite. Com recorde de público e lotação máxima, 19.992 pessoas viram a vitória da Chape por 1 a 0 e a permanência na Série A de 2019.

### Primeiro descenso nacional e retorno triunfal (2019–2021)
Na temporada 2019, a Chapecoense disputou o Catarinense onde acabou derrotado na decisão pelo Avaí nos pênaltis. Disputou a Sul-Americana, mas foi eliminada na primeira fase pelo Unión La Calera. Na Copa do Brasil chegou até a quarta-fase onde foi eliminado pelo Corinthians. No Brasileirão, foi rebaixado para a Série B, na 35ª rodada após perder para Botafogo. Em janeiro de 2020, a equipe foi novamente indicada ao Laureus em razão dos 20 anos da premiação, mas não venceu no mês seguinte.
Conquistou o acesso para a Série A no dia 12 de Janeiro de 2021, após vencer o Figueirense, garantindo o titulo no dia 29 de Janeiro de 2021, com gol do titulo no ultimo minuto em cobrança de pênalti, convertida por Anselmo Ramon.

### Anos negativos (2021–2022)
Em 2021 começou muito bem para a Chapecoense, a equipe então comandada por Umberto Louzer foi campeã da série B de 2020, que por conta da pandemia de COVID-19 se estendeu até 2021. O título precisou ser decidido no saldo de gols, já que Chapecoense e América-MG terminaram com campanhas idênticas com 73 pontos. Então a diferença de apenas um gol entre Chapecoense e América-MG, conquistada nos acréscimos da partida contra o Confiança na última rodada com o pênalti convertido por Anselmo Ramon, coroou o Verdão do Oeste como campeão, e a taça foi finalmente erguida por Alan Ruschel, infelizmente com a Arena Condá ainda com portões fechados por conta da pandemia. O título trouxe ao torcedor esperança na temporada de 2021, com a Chapecoense favorita ao título catarinense, retornando à primeira divisão e sonhando com uma boa campanha na Copa do Brasil.
Porém o título atraiu também a atenção de outros clubes para o elenco da Chape, alguns dos principais jogadores do time como João Ricardo, Luiz Otávio, Willian Oliveira, Alan Ruschel e Paulinho Moccelin deixaram Chapecó. Além disso, Umberto Louzer, o principal responsável pelo desempenho positivo do time em campo, acertou com o Sport, sendo sua saída quase como um divisor de águas no ano Condá.
O Verdão do Oeste entretanto, começou o estadual muito bem com Mozart no comando, mesmo com um time repleto de garotos da base, somando 26 pontos dos 33 possíveis. Nas quartas de final precisou eliminar dois adversários: primeiro venceu o Hercílio Luz sem dificuldades nos dois jogos, mas com o Hercílio perdendo pontos na primeira fase, cedeu a vaga no mata-mata ao Figueirense, mesmo já eliminado. Ainda com superioridade, o Verdão do Oeste chegou a final contra o Avaí com certo favoritismo, contudo com o empate na Ressacada e a derrota na Arena Condá, a Chape viu o rival levantar a taça em sua casa e também o fim do trabalho de Mozart.
Na Copa do Brasil a Chapecoense começara a competição com o luxo de já entrar na 3ª fase, devido ao título da série B. O chaveamento colocou o ABC no caminho da Chape e a classificação parecia muito bem encaminhada depois da vitória por 3 a 1 em casa. Porém a equipe já comandada por Jair Ventura foi inexplicavelmente atropelada em Natal pelo placar de 3 a 0 e deu fim a sua breve e promissora participação na competição mais democrática (e milionária) do Brasil.
Restou em 2021 para a Chapecoense somente a missão de permanecer na elite do futebol no próximo ano, contudo o começo do campeonato já dava sinais de que seria uma missão muito complicada. Sem vencer uma partida sequer no primeiro turno, a Chapecoense já comandada por Pintado, finalmente venceu sua primeira partida no Brasileirão de 2021: enfrentando o Red Bull Bragantino no Nabi Abi Chedid, saindo atrás, mas virando o jogo com gols de Mike e Anselmo Ramon. A partida terminou então em 1 a 2 e estava sacramentada a primeira vitória do Verdão do Oeste, a torcida só não esperava que seria esta também o único triunfo da equipe.
Com a falta de resultado, a saída de Pintado não demorou para acontecer e Felipe Endres assumiu o comando técnico da Chapecoense em uma reta final melancólica no Campeonato Brasileiro. Sendo a primeira equipe da história a terminar o Brasileirão sem vencer em casa, Chape foi rebaixada com sete rodadas de antecedência e não conseguiu pontuar o suficiente para ultrapassar os 17 pontos do América-RN de 2007, terminando o ano da pior forma possível, dona da pior campanha da história dos pontos corridos, com apenas uma vitória: 2 a 1 contra o Red Bull Bragantino em Bragança.
Em 2022, o clube busca ser competitivo nos campeonatos e apagar o ano anterior negativo, mas iniciou mal no catarinense se classificou com dificuldades a fase final com 5V,1E,5D, sendo eliminado nas quartas de final pelo Concórdia. Pela Copa do Brasil foi eliminado de primeira pela equipe maranhense Moto Club por 3x2, demonstrando que iria ser um ano pior que anterior, o time busca uma mudança expressiva no elenco em não ser rebaixado na segundona.
A Chapecoense encerrou a temporada com a meta do ano batida: a permanência na Série B do Campeonato Brasileiro. Essa foi a terceira participação do Verdão do Oeste na segunda divisão, e pela primeira vez, não subiu para a Série A. Em 2013, conquistou o acesso para a elite do futebol brasileiro. Foi rebaixada em 2019, e subiu no ano seguinte com o título inédito de campeã da Série B 2020. Agora em 2022, o clube entendeu que seria um ano de reconstrução, sem a ambição do acesso.
O aproveitamento desta edição foi de 39%. Ficou na 14ª colocação, com 45 pontos. Foram 11 vitórias, 12 empates e 15 derrotas. Saldo de gols de menos dois. Entre as vitórias mais marcantes estão o triunfo em cima do Grêmio, por 1 a 0, e com o Bahia, pelo mesmo placar, e com recorde de público na Arena Fonte Nova. Vale também lembrar dos empates com o Vasco e o Cruzeiro, times que garantiram o acesso para a Série A.

## Títulos
Honrarias e Medalhas
| CONTINENTAIS | CONTINENTAIS                    | CONTINENTAIS | CONTINENTAIS                              |
|              | Competição                      | Títulos      | Temporadas                                |
|              | Copa Sul-Americana              | 1            | 2016                                      |
| NACIONAIS    | NACIONAIS                       | NACIONAIS    | NACIONAIS                                 |
|              | Competição                      | Títulos      | Temporadas                                |
|              | Campeonato Brasileiro – Série B | 1            | 2020                                      |
| ESTADUAIS    | ESTADUAIS                       | ESTADUAIS    | ESTADUAIS                                 |
|              | Competição                      | Títulos      | Temporadas                                |
|              | Campeonato Catarinense          | 7            | 1977, 1996, 2007, 2011, 2016, 2017 e 2020 |
|              | Copa Santa Catarina             | 1            | 2006                                      |
| TOTAL        | TOTAL                           | TOTAL        | TOTAL                                     |
|              | Títulos oficiais                | 10           | 1 Continental, 1 Nacional, 8 Estaduais    |
| ------------ | ------------------------------- | ------------ | ----------------------------------------- |

### Campanhas no Futebol
| Associação Chapecoense de Futebol | Associação Chapecoense de Futebol | Associação Chapecoense de Futebol | Associação Chapecoense de Futebol | Associação Chapecoense de Futebol |
| Competição                        | Campeã                            | Vice-campeã                       | Terceira colocada                 | Quarta colocada                   |
| --------------------------------- | --------------------------------- | --------------------------------- | --------------------------------- | --------------------------------- |
| Copa Sul-Americana                | 1 (2016)                          | 0 (não possui)                    | 0 (não possui)                    | 0 (não possui)                    |
| Recopa Sul-Americana              | 0 (não possui)                    | 1 (2017)                          | 0 (não possui)                    | 0 (não possui)                    |
| Copa Suruga Bank                  | 0 (não possui)                    | 1 (2017)                          | 0 (não possui)                    | 0 (não possui)                    |
| Campeonato Brasileiro – Série B   | 1 (2020)                          | 1 (2013)                          | 0 (não possui)                    | 0 (não possui)                    |
| Campeonato Catarinense            | 7 (último em 2020)                | 9 (último em 2025)                | 7 (último em 2015)                | 2 (1979 e 1994)                   |

## Estatísticas e temporadas

### Participações
|  | Participações em 2025 |

Competições oficiais
| Competição           | Competição             | Temporadas         | Melhor campanha         | Estreia | Última | P | R |
| Santa Catarina       | Campeonato Catarinense | 51                 | Campeã (7 vezes)        | 1974    | 2025   |   | 1 |
| Santa Catarina       | Série B                | 2                  | 4º colocado (2006)      | 2005    | 2006   |   |   |
| Santa Catarina       | Copa Santa Catarina    | 12                 | Campeã (2006)           | 1990    | 2025   |   |   |
| Santa Catarina       | Recopa Catarinense     | 1                  | Vice-campeã (2021)      | 2021    | 2021   |   |   |
| Brasil               | Campeonato Brasileiro  | 9                  | 8º colocado (2017)      | 1978    | 2021   |   | 2 |
| Brasil               | Série B                | 7                  | Campeã (2020)           | 1980    | 2025   | 2 | – |
| Brasil               | Série C                | 10                 | 3º colocado (2012)      | 1992    | 2012   | 1 | – |
| Brasil               | Série D                | 1                  | 3º colocado (2009)      | 2009    | 2009   | 1 |   |
| Brasil               | Copa do Brasil         | 12                 | Quartas de final (2018) | 2008    | 2023   |   |   |
|                      | Copa Libertadores      | 2                  | Grupos (2017)           | 2017    | 2018   |   |   |
| Copa Sul-Americana   | 4                      | Campeã (2016)      | 2015                    | 2019    |        |   |   |
| Recopa Sul-Americana | 1                      | Vice-campeã (2017) | 2017                    | 2017    |        |   |   |
| Japão                | Copa Suruga Bank       | 1                  | Vice-campeã (2017)      | 2017    | 2017   |   |   |

## Clássicos e rivalidades

### Chapecoense vs Avaí
A Chapecoense já enfrentou o Avaí 175 vezes na história, foram 65 vitórias, 52 empates e 58 derrotas. Marcou 198 gols e levou 202 gols. O primeiro confronto entre as duas equipes ocorreu no Estádio Adolfo Konder em um jogo pelo Campeonato Catarinense no dia 27 de novembro de 1974. Empate em 1 a 1, com Toninho marcando para o Leão, com Xaxim marcando para o Verdão d'Oeste. O árbitro foi Pedro Zimmer. O árbitro Dalmo Bozzano foi quem mais comandou o confronto Avaí e Chapecoense, com 19 partidas. As maiores goleadas pertencem ao Avaí, 6 a 0, pelo Catarinense de 2008, em Chapecó, e pelo Brasileiro da Série C de 1998, em Florianópolis, repetindo o placar. A segunda maior goleada também é do Avaí, 6 a 1, em Florianópolis, pelo Catarinense de 2009. A maior goleada aplicada pela Chapecoense no Avaí também ocorreu no Catarinense de 2009, quando venceu por 5 a 1. Já se enfrentaram quartoze vezes em competições nacionais, seis vezes na Série A, seis na Série B e duas na Série C. Em finais, enfrentaram-se cinco vezes, ambas pelo Campeonato Catarinense de Futebol, a Chapecoense conquistou as edições de 1977 e 2017 e o Avaí em 2009, 2019, 2021 e 2025.
| Rival | J   | V  | E  | D  | GP  | GC  |
| ----- | --- | -- | -- | -- | --- | --- |
| Avaí  | 175 | 65 | 52 | 58 | 198 | 202 |

### Chapecoense vs Joinville
A Chapecoense já enfrentou o Joinville 176 vezes na história, foram 49 vitórias, 62 empates e 65 derrotas. Marcou 191 gols e levou 234 gols. No total, já disputaram três finais estaduais, sendo a Chapecoense campeã das edições de 1996 e 2016 do Campeonato Catarinense de Futebol e o Joinville vencedor da edição de 2021 da Recopa Catarinense.
Em 1978, o Avaí ficou tão irritado com um pênalti marcado a favor do Joinville, que decidiu abandonar o Campeonato Catarinense. O artigo 50 do regulamento do torneio, que tratava do assunto, não esclarecia o que aconteceria com os pontos das partidas que o Leão ainda iria disputar. O JEC terminou em primeiro, porém, a Chapecoense considerou os pontos ganhou do jogo que não teve contra o Avaí e também se proclamou campeã. O caso foi acabar no Superior Tribunal de Justiça Desportiva (STJD). Depois de quatro meses de disputa o advogado Waldomiro Falcão conseguiu levar o título para o Tricolor do Norte.
Em 1996, a véspera da final, marcada para o dia 13 de julho, o Joinville ficou hospedado em um hotel que ficava bem no centro da cidade de Chapecó. Durante a noite, um grupo de torcedores da Chapecoense ficou soltando fogos perto do hotel. A polícia foi chamada, dava uma volta próximo do local e, quando ia embora, os fogos retornavam. Assim seguiu durante toda a madrugada. Na manhã seguinte, o então presidente do Joinville, Vilson Florêncio, decidiu deixar Chapecó e não ir a campo, pelas condições emocionais do time e por temer pela segurança física dos seus atletas. O árbitro Dalmo Bozzano, então, declarou a Chapecoense vencedora por W.O. O Joinville recorreu da decisão do árbitro e pediu um novo jogo, em campo neutro. Depois de batalhas judiciais, uma nova decisão foi marcada para o dia 18 de dezembro. No entanto, o duelo ocorreu no Oeste do Estado. A Chape havia perdido o primeiro jogo por 2 a 0 e precisava vencer para levar a decisão para a prorrogação. Fez 1 a 0 no tempo normal, com Marquito, e chegou aos 2 a 0 na prorrogação, com Gilmar Fontana, e ficou com a taça.
| Rival     | J   | V  | E  | D  | GP  | GC  |
| --------- | --- | -- | -- | -- | --- | --- |
| Joinville | 176 | 49 | 62 | 65 | 191 | 234 |

### Chapecoense vs Criciúma
A Chapecoense já enfrentou o Criciúma 169 vezes na história, foram 62 vitórias, 41 empates e 66 derrotas. Marcou 176 gols e levou 197 gols. A maior goleada já sofrido foi de 5 a 1 e a maior goleada aplicada foi de 4 a 1. Ao todo, já disputaram 5 finais do Campeonato Catarinense, o Criciúma conquistou as edições de 1991, 1995 e 2013 e a Chapecoense as edições de 2007 e 2011.
A primeira decisão de estadual ocorreu em 1991, o Criciúma conquistou o tricampeonato estadual em uma decisão em três partidas. Na grande decisão, a Chapecoense venceu por 4 a 1 a partida de ida, em Chapecó. No segundo jogo, repleto de expulsões, o Tigre venceu pelo placar mínimo, com gol de Luiz Carlos Oliveira, e como o saldo de gols não valia como desempate, houve a prorrogação, onde o time da casa tinha a vantagem do empate, e não precisou marcar para levar o título. Em 1995, repetiu-se o feito, e o Criciúma foi novamente campeão. Em 2007, após uma vitória no Estádio Regional Índio Condá, e um empate no Heriberto Hülse, a Chapecoense conquista seu 3º título estadual. Em 2011, novamente, o título ficou com a Chapecoense. Em 2013, a Chapecoense foi para a segunda partida da decisão com 2 a 0 contra no placar, era preciso, ao menos, dois gols para levar a partida para os pênaltis. Rafael Lima, de cabeça, após escanteio marcou para a Chapecoense. Foi o único da partida, para decepção dos torcedores, que, mesmo derrotados, aplaudiram o time após o apito final.
| Rival    | J   | V  | E  | D  | GP  | GC  |
| -------- | --- | -- | -- | -- | --- | --- |
| Criciúma | 169 | 62 | 41 | 66 | 176 | 197 |

### Chapecoense vs Figueirense
A Chapecoense já enfrentou o Figueirense 167 vezes na história, foram 48 vitórias, 53 empates e 66 derrotas, marcou 178 gols e sofreu 210 gols. A primeira final entre os dois clubes aconteceu no Supercampeonato Catarinense de 1996, o Figueirense foi o campeão. Após 22 anos, as equipes voltaram a se enfrentar em uma final de campeonato, desta vez pelo Campeonato Catarinense de 2018, o Figueirense sagrou-se campeão com o placar de 2 a 0. A primeira partida entre Chapecoense x Figueirense na história, foi um amistoso interestadual realizado no dia 17 de abril de 1975, a partida terminou empatada em 1 a 1. O jogo foi realizado no Estádio do Guarani, em Xaxim. A primeira vez em que Chapecoense x Figueirense se enfrentaram no Estádio Regional Índio Condá, em Chapecó, foi no dia 4 de julho 1976. O confronto era válido pelo Campeonato Catarinense daquela temporada.
| Rival       | J   | V  | E  | D  | GP  | GC  |
| ----------- | --- | -- | -- | -- | --- | --- |
| Figueirense | 167 | 48 | 53 | 66 | 178 | 210 |

### Chapecoense vs Concórdia
A Chapecoense já enfrentou o Concórdia 25 vezes na história, foram 10 vitórias, 10 empates e 5 derrotas, marcou 35 gols e sofreu 23 gols. A primeira partida entre Chapecoense e Concórdia Foi válida pela um amistoso em 2006 na Arena Condá, onde o Concórdia venceu pelo placar de 1 a 0 
com gol de Júnior.
A Primeira decisão do Clássico da Línguiça no futebol, foi as quartas de final do Campeonato Catarinense de 2022, que a Chapecoense e Concórdia empatam na Arena Condá no primeiro jogo pelo placar de 1 a 1, com gol de Thiago Real pra Chape e o Vinicius Moura fazendo o gol do Galo do Oeste, e no jogo da volta em Domingos Machado de Lima em Concórdia, repete o mesmo placar do jogo de ida em Chapecó, foi 1 a 1 com o Ruy fazendo pro Concórdia e o Rodriguinho descontando para a Chape, mas o Concórdia levou a melhor na eliminatória contra a Chape por causa da melhor campanha na primeira fase e avançou para a semifinais do Campeonato Catarinense daquele ano.
Na Segunda decisão do Clássico da Linguiça, o Galo do Oeste se deu melhor novamente. Desta vez foi na Semifinal Copa Santa Catarina de 2024. No primeira partida da Chapecoense venceu o Concórdia pelo placar de 3 a 2 na Arena Condá em Chapecó, com o Hattrick de Perotti (Chapecoense) e com um gol contra de Kauan e o Pedro Alves fazendo os gols pro Concórdia. levando a vantagem para o jogo da volta no Estádio Domingos Machado de Lima, e no jogo da volta o Concórdia goleou a Chapecoense pelo placar de 4 a 1 com gols de Ryan, William Alves, João Henrique e Péricles fazendo os gols pro Concórdia, e o Jeníson fazendo o gol da Chapecoense na partida. E avançando para a final e posteriormente sendo Campeão da Copa Santa Catarina em cima do Marcílio Dias.
| Rival     | J  | V  | E  | D | GP | GC |
| --------- | -- | -- | -- | - | -- | -- |
| Concórdia | 25 | 10 | 10 | 5 | 35 | 23 |

## Elenco atual
Última atualização: 11 de março de 2025.

## Futebolistas

### Artilheiros
Estes são os maiores artilheiros da história da Chapecoense*:
| Pos. | Jogador             | Período                | Gols | Ref.    |
| ---- | ------------------- | ---------------------- | ---- | ------- |
| 1º   | Bruno Rangel        | 2013, 2014–2016        | 81   | [ 151 ] |
| 2º   | Índio               | 1995–1997              | 62   | [ 152 ] |
| 3º   | Paulo Rink          | 1993–1995              | 44   | [ 153 ] |
| 4º   | Pedro Perotti       | 2017–2022, 2024, 2025- | 43   | [ 154 ] |
| 5º   | Wellington Paulista | 2017–2019              | 32   |         |
| 6º   | Leandro Pereira     | 2014, 2018             | 22   |         |
| 7°   | Anselmo Ramon       | 2020-2021              | 21   |         |
| 8º   | Jorge               | 1979                   | 20   | [ 155 ] |
| 9º   | Everaldo Stum       | 2019                   | 19   |         |
| 10º  | Bruno Cazarine      | 2009-2010              | 18   |         |
| 11º  | Ronaldo             | 1987                   | 16   |         |
| 11º  | Kempes              | 2016                   | 16   |         |
| 11º  | Ananias             | 2015-2016              | 16   |         |
| 12º  | Rodrigo Gral        | 2012-2014              | 15   |         |
| 12º  | Neilson             | 2010-2011, 2014        | 15   |         |

*Atualizado em 11/11/2024

### Partidas
Estes são os dez jogadores que mais vezes defenderam as cores da Chapecoense:
| Pos. | Jogador             | Período              | Partidas | Ref.                |
| ---- | ------------------- | -------------------- | -------- | ------------------- |
| 1º   | Neném               | 2009–2010, 2011–2018 | 305      | [ 156 ]             |
| 2º   | Nivaldo             | 2006–2016            | 298      | [ 157 ]             |
| 3º   | Rafael Lima         | 2012–2016            | 206      | [ 158 ]             |
| 4º   | Bruno Rangel        | 2013, 2014–2016      | 169      | [ 159 ]             |
| 5º   | Danilo              | 2013–2016            | 152      | [carece de fontes?] |
| 6º   | Apodi               | 2015–2016, 2017–2018 | 138      | [ 160 ]             |
| 7º   | Elicarlos           | 2015, 2017–          | 132      | [carece de fontes?] |
| 8º   | Wanderson           | 2012–2015            | 123      | [ 161 ]             |
| 9º   | Dener               | 2015–2016            | 119      | [carece de fontes?] |
| 10º  | Wellington Paulista | 2017–2019            | 117      | [carece de fontes?] |

### Estrangeiros
Abaixo estão listados os jogadores de origem estrangeira que já atuaram pela Chapecoense:
| Jogador               | Nacionalidade | Período    | Jogos | Gols | Ref.                |
| --------------------- | ------------- | ---------- | ----- | ---- | ------------------- |
| Paulo Rink            | Alemanha      | 1993, 1995 | 46    | 23   | [ 162 ]             |
| Fábio de los Santos   | Argentina     | 2005       | ?     | ?    | [ 163 ]             |
| James Owusu           | Gana          | 2007–2008  | ?     | ?    | [ 164 ]             |
| Steve Loic Mbous      | Camarões      | 2010       | 5     | 0    | [carece de fontes?] |
| Enrique Gabriel Meza  | Paraguai      | 2014       | 4     | 0    | [ 165 ]             |
| Alejandro Martinuccio | Argentina     | 2016–2017  | 15    | 1    | [ 166 ]             |
| Emilio Zeballos       | Uruguai       | 2017       | 4     | 0    | [ 167 ]             |
| Luis Manuel Seijas    | Venezuela     | 2017       | 19    | 0    | [ 168 ]             |
| Cristian Penilla      | Equador       | 2017       | 12    | 0    | [ 169 ]             |
| Fernando Guerrero     | Equador       | 2017       | 2     | 0    | [ 170 ]             |
| Héctor Canteros       | Argentina     | 2017–2018  | 59    | 3    | [ 171 ]             |
| Nery Bareiro          | Paraguai      | 2018       | 15    | 1    | [ 172 ]             |
| Agustín Doffo         | Argentina     | 2018       | 16    | 3    | [ 173 ]             |
| Edgardo Orzusa        | Paraguai      | 2018–2019  | 10    | 0    | [ 174 ]             |
| Diego Fabian Torres   | Argentina     | 2018–2020  | 45    | 4    | [ 175 ]             |
| Carlos Orejuela       | Equador       | 2022       | 14    | 0    | [ 176 ]             |

### Ídolos
Abaixo está a lista dos jogadores e treinadores que são ídolos na Chapecoense:

### Futebolistas notáveis
Abaixo, está a lista dos jogadores e treinadores que tiveram uma passagem marcante ou destacada na Chapecoense:

## Treinadores
O primeiro treinador foi Gomercindo Luiz Putti. O único treinador estrangeiro a comandar a equipe em toda a história da Chapecoense, foi o treinador italiano Raffaele Graniti. O treinador com mais partidas a frente do time foi Gilmar Dal Pozzo que comandou a equipe em 98 partidas nas temporadas de 2012, 2013 e 2014. Dal Pozzo foi vice-campeão do Campeonato Catarinense de 2013, 3º colocado na Série C de 2012 e vice-campeão da Série B 2013, estas últimas conquistas foram de fundamental importância para a chegada na elite do futebol nacional.
O treinador Caio Júnior, uma das vítimas da tragédia na Colômbia, conquistou o maior e mais prestigiado título conquistado pela Chapecoense, a Copa Sul-Americana de 2016. Em 2020, Umberto Louzer se tornou o treinador com o maior número de títulos conquistados pelo clube, foi campeão do Campeonato Catarinense de 2020 e da Série B de 2020.
Após a tragédia em 2016, Vagner Mancini foi uma das principais figuras da reconstrução. Junto com a diretoria do clube, montou uma equipe para a disputa de oito competições. Sagrou-se campeão do Campeonato Catarinense de 2017, vice-campeão da Recopa Sul-Americana de 2017 e classificou o clube as oitavas de final da Copa Libertadores da América de 2017 (mais tarde a equipe foi eliminada pela escalação irregular de um atleta).
Mauro Ovelha, campeão estadual em 2011 e 3º colocado na Série D de 2009, Joel Castro Flores, campeão estadual em 1996, Agenor Piccinin campeão estadual em 2007 e Guto Ferreira campeão estadual em 2016, também tiveram passagens vitoriosas pelo clube.
O treinador com mais passagens pelo clube foi Cláudio Djair Barbosa, mais conhecido como Cacau. O técnico com maior aproveitamento a frente do time foi Mauro Ovelha com 59% em 37 jogos em 2011. Já o técnico com o pior aproveitamento foi Hemerson Maria com 13,33% em 5 jogos, em 2020. Os treinadores Jorginho e Vinícius Eutrópio, são os treinadores que tiveram o tempo mais curto frente a equipe, apenas 67 dias cada.

## Presidentes
Abaixo encontra-se a lista dos presidentes da Chapecoense. Os anos que faltam são desconhecidos e por isso estão indisponíveis.
| - Lotário Immich (1973) - Gomercindo Luiz Putti (1975) - Arthur Badalotti (1977) - Edney de Carvalho (1978) - Gentile Julio Galli (1979) - Enir Hartmann (1983, 1991, 2005) - Flávio Biazus (1992) - Lodovino Costella (1993) - Edir de Marco (1994, 2006–2007) - Luiz Pinto Crispim (2001–2002) | - Lodovino Costella (2008) - Nei Maidana (2009–2010) - Sandro Pallaoro (2010–2016) - Ivan Tozzo (Interino) 2016 - Plínio David de Nês Filho (2016–2019) - Paulo Ricardo Magro (2019–2020) - Mano Dal Piva (Interino) 2020 - Gilson Sbeghen (2020–2021) - Nei Maidana (2021–2023) - Alex Passos (2024–presente) |

## Uniformes
- 1º — Camisa verde, calção e meias verdes;
- 2º — Camisa branca, calção e meias brancas;
- 3º — Camisa azul-piscina, calção e meias azuis;

| 1º Uniforme | 2º Uniforme | 3º Uniforme |

### Material esportivo e patrocinadores
| Período       | Fornecedor |
| ------------- | ---------- |
| 2007–2009     | Kappa      |
| 2010–2025     | Umbro      |
| 2025–presente | Kappa      |

| Período       | Patrocinador Principal |
| ------------- | ---------------------- |
| 2012          | Aurora                 |
| 2013          | Caixa Aurora           |
| 2014–2016     | Caixa                  |
| 2017–presente | Aurora                 |

## Rankings

### Ranking da CBF
- Posição: 27º[201]
- Pontuação: 5 331 pontos
- Região Sul: 6º
- Estadual: 2º

#### Histórico de colocações
| Ano  | Posição | pontos | Ref     |
| ---- | ------- | ------ | ------- |
| 2012 | 105º    | 95     | [ 202 ] |
| 2013 | 47º     | 2 754  | [ 203 ] |
| 2014 | 41º     | 3 757  | [ 204 ] |
| 2015 | 30º     | 5 150  | [ 205 ] |
| 2016 | 24º     | 6 336  | [ 206 ] |
| 2017 | 19º     | 7 596  | [ 207 ] |
| 2018 | 14º     | 9 010  | [ 208 ] |
| 2019 | 10º     | 10 706 | [ 209 ] |
| 2020 | 12º     | 10 142 | [ 210 ] |
| 2021 | 15º     | 8 985  | [ 211 ] |
| 2022 | 17°     | 8 468  | [ 212 ] |
| 2023 | 24°     | 6 688  | [ 213 ] |
| 2024 | 27°     | 5 331  | [ 214 ] |

### Ranking da CONMEBOL
- Posição: 71º
- Pontuação: 575,0 pontos
- Nacional: 20º
- Região Sul: 4º
- Estadual: 1º

## Estádio e estrutura

### Arena Condá
O Estádio Regional Índio Condá foi a primeira casa da Chapecoense. Criado em 1976, o nome do estádio é uma homenagem ao índio que atendia pelo nome de Vitorino Condá, um dos principais líderes dos Caingangues, povo indígena da região Oeste de Santa Catarina. Foi ele quem lutou pelos interesses de seu povo, que estava ameaçado de perder suas terras para os colonizadores e governo brasileiro. O estádio tinha capacidade para 15.000 pessoas e teve seu maior público registrado na final do Campeonato Catarinense de 2007 quando 15.621 torcedores assistiram o jogo no estádio. A partir de 2007, foi lançado o planejamento para a construção de um novo estádio, a Arena Condá. Em 2008, parte do estádio foi demolido para a construção da primeira parte da nova arena.
O projeto da Arena Condá iniciou em 2008. Com uma nova concepção, a Arena Condá atende às necessidades da Prefeitura e ao torcedor, que pode assistir confortavelmente aos jogos. O projeto, que custará cerca de R$ 25 milhões, prevê a construção de três pavimentos, num total de 5.383 metros quadrados, e arquibancadas para 21 mil pessoas.
Ala Sul
A Ala Sul foi a primeira etapa a ser construída. Inaugurada em fevereiro de 2009, foram investidos R$ 3,5 milhões. Embaixo das arquibancadas foram edificadas 18 salas comerciais. A ampliação, que triplicou o espaço demolido, beneficia os torcedores com mais espaço e comodidade, e a população em geral através da instalação de departamentos da prefeitura como Procon, Secretaria de Habitação, Fundação Municipal do Meio Ambiente e Centro de Educação de Jovens e Adultos. Em maio de 2009 o Estádio Regional Índio Condá passou a ser denominado Arena Condá com a criação da Lei Municipal nº 5.560, de 28 de maio de 2009.
Ala Norte
Já em março de 2010 no jogo entre Chapecoense e Atlético Mineiro pela Copa do Brasil de 2010, foi inaugurada a segunda etapa, a Ala Norte na qual foram investidos R$ 5,6 milhões e onde hoje existe a secretária de saúde, com todas as suas funções para atendimento á população. Com primeira etapa, construída em parceria com o Procon Municipal e já inaugurada, a capacidade de público passou de 10 mil para 13 mil lugares. Nessa fase foram investidos R$ 3,9 milhões (R$ 1,7 milhão do Procon) e o restante, contrapartida do município. A capacidade é de 3,2 mil pessoas sentadas.
Ala Leste e Nordeste
A 3º etapa da Arena Condá, foi inaugurada no mês de abril de 2014. Foram construídas as novas alas Leste e Nordeste do estádio, o investimento foi de R$ 6,7 milhões do poder do estado. A capacidade da arena, que era de 12,8 mil torcedores, passa a ser de 22 mil pessoas. O ato de inauguração foi realizado antes da partida contra Corinthians. Foram cinco meses de trabalho até a obra estar pronta e liberada para receber os torcedores nos novos setores. Ao todo, foram utilizadas 1.580 peças na montagem das arquibancadas. Além dos R$ 6,7 milhões, o governo do Estado investiu R$ 3 milhões, em parceria com a prefeitura, na edificação da ala Norte da Arena Condá. Foram R$ 2 milhões para a construção do setor de arquibancadas e mais R$ 1 milhão destinado para a nova Secretaria Municipal de Saúde, que ocupa os espaços do prédio construído em anexo ao setor.
Ala Oeste
A prefeitura de Chapecó pretende construir uma nova ala, onde hoje ficam as cabines de imprensa e camarotes, além disso, o objetivo é cobrir as demais alas do estádio e também colocar cadeiras em todo o estádio, além de aumentar a capacidade do estádio para 40 mil lugares, afim de abrigar uma final de competição da CONMEBOL. Outro projeto que deve ser feito no estádio é um memorial das vítimas da tragédia. A Prefeitura de Chapecó irá receber R$21 milhões de repasse de verba do Governo Federal para ampliação e reforma da Arena Condá.

### CT da Água Amarela
O Verdão do Oeste conta com três campos em dimensões oficiais, estrutura para concentração, vestiários e sala de imprensa. A área fica na Rodovia Ângelo Baldissera, na Linha Água Amarela, em Chapecó, e tem 83 mil m². Um agrônomo ficará à disposição no CT para a manutenção dos campos. O sistema de irrigação é automatizado, e um sensor de chuvas evita o excesso de água. Ao lado dos campos, haverá uma pequena área para trabalhos específicos, que provocam maiores estragos ao gramado estilo bermuda. Tudo para preservar o espaço de treinos do time. Foram investidos aproximadamente 1 milhão de reais.

### Átrio Daví Barela Dávi

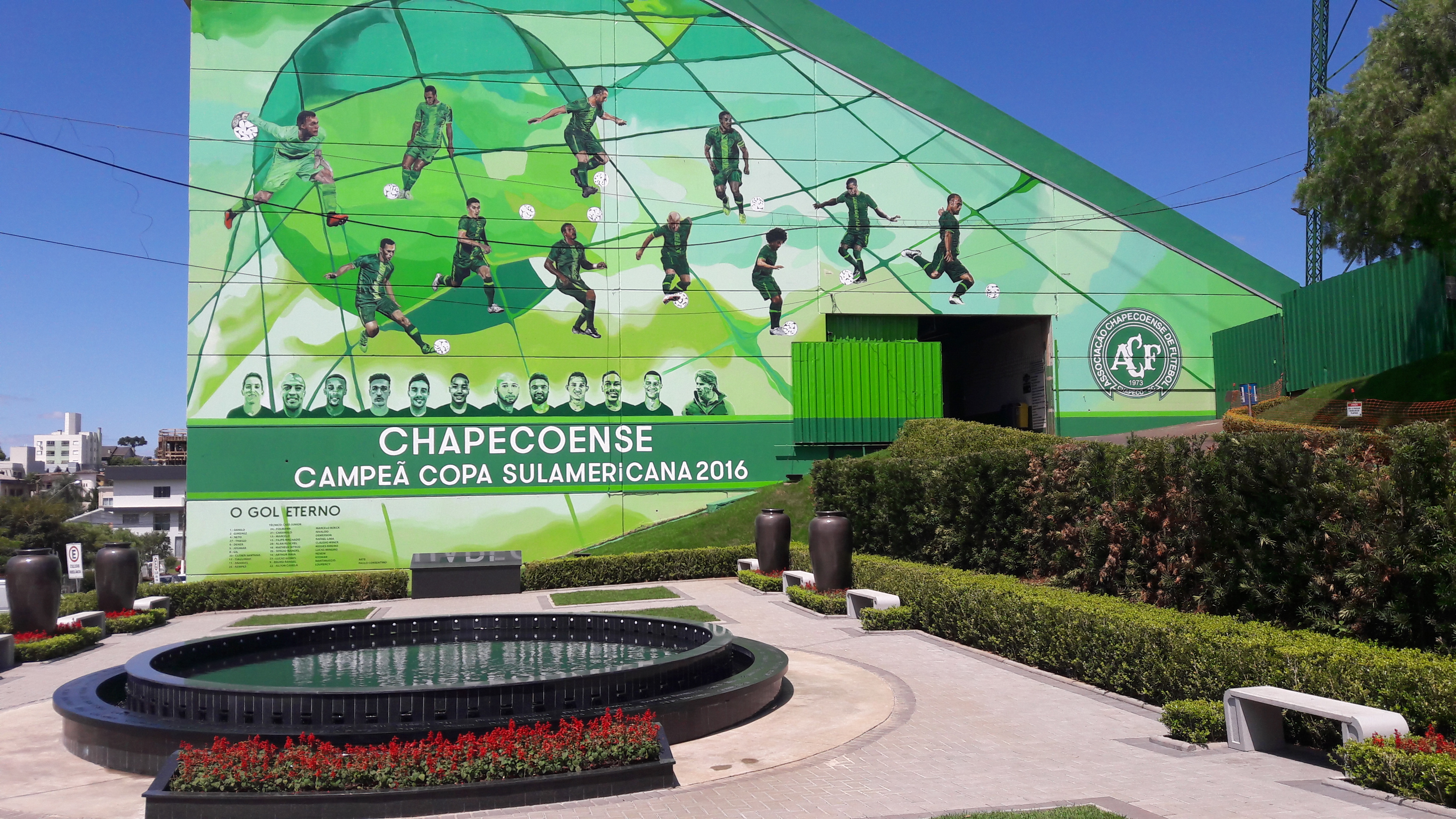
Espaço de Lazer Átrio Daví Barela Dávi e ao fundo "O Gol Eterno", simulando o gol que não aconteceu na final da Copa Sul-Americana de 2016.

O Átrio Daví Barela Dávi, é um espaço dedicado a contar a história do maior luto que Chapecó já presenciou. Daví Barela Dávi nasceu em Chapecó em 10 de março de 1948. Desde sua adolescência envolveu-se nas mais diversas causas comunitárias, estudantis, empresariais, sociais, classistas, filantrópicas ou esportivas. Pelo seu espírito empreendedor e visionário, contribuiu sobremaneira para o desenvolvimento de Chapecó. Defensor ferrenho da sua cidade natal e um amante incondicional do seu clube do coração, sempre contribuiu das mais diversas formas para a sustentação e o desenvolvimento da Chapecoense. Acreditava convictamente na projeção internacional da Chapecoense. A ata de fundação do clube foi, inclusive, por ele redigida.
Próximo ao mural “O Gol Eterno” foi depositada a Cápsula do Tempo. Nela contém cartas do mundo inteiro com as mais diversas mensagens de apoio ao clube e à cidade, com votos dos melhores sentimentos ao povo chapecoense, colombiano e à Associação Chapecoense de Futebol, que demonstraram juntos em 2017, que exaltam o enigma da reconstrução. A Cápsula do Tempo, depositada no Átrio, será aberta daqui a 43 anos. Um dos grandes destaques do Átrio é a fonte. No seu interior, a um mapa da América do Sul em alto relevo, produzido pelo artista plástico Sergio Coirolo, e dois pontos de luz, um em Chapecó e outro em Medellín, representando os laços eternos de união, fraternidade e solidariedade criados entre as duas cidades. Contornando o lago, 71 luzes verdes e 71 quedas d’água representam as vítimas. O piso foi revestido em mármore preto. Na borda externa foi colocado um revestimento em aço, com o nome de cada um dos eternos guerreiros rebordados a laser.
Em frente à fonte, serão calados no concreto os pés e as mãos dos quatro sobreviventes brasileiros: Alan Ruchel, Jakson Follmann, Hélio Neto e Rafael Henzel. Um espaço que, acima de tudo, contempla a vida, mas também relembra aqueles que nos deixaram, e principalmente, os exemplos eternizados por eles. Na parte superior, acima do anfiteatro, foram plantados seis Ipês Brancos, que representam todos os sobreviventes do acidente, simbolizando o milagre da vida.

## Símbolos

### Cores

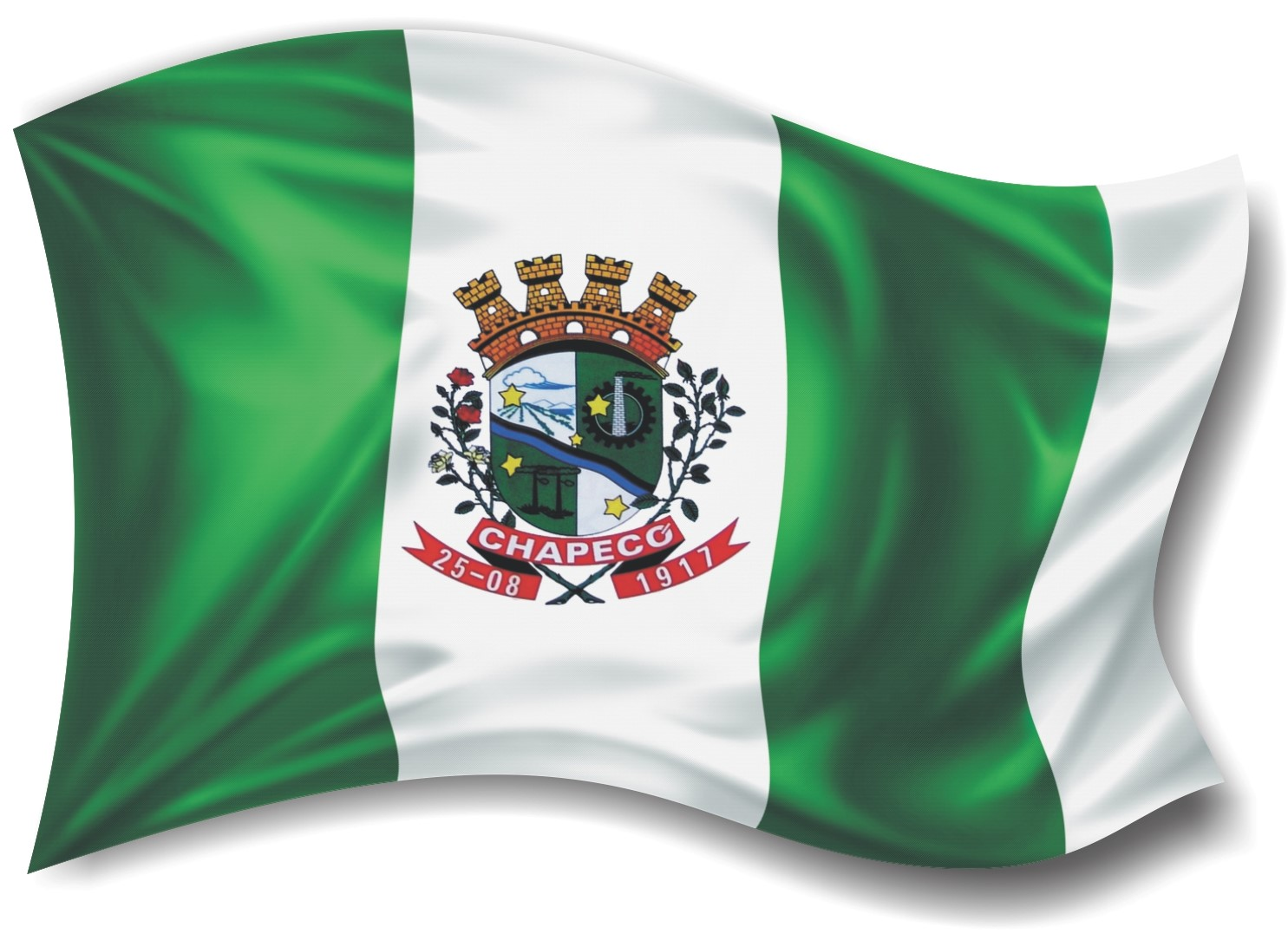
Bandeira de Chapecó.

As cores oficiais do clube são o verde e o branco, mesmas cores da bandeira da cidade de Chapecó, conhecida como a capital brasileira da agroindústria. Entretanto, o verdadeiro motivo para a escolha do verde e branco envolve indiretamente a paixão por outro clubes do nosso país.
Segundo Alvadir Pelisser, um dos fundadores do time catarinense, as cores da Chapecoense tem como inspiração o Palmeiras, o Coritiba e o Juventude, clubes nos quais ele torcia na época. “Como eu era torcedor do Palmeiras, em São Paulo, Juventude, em Caxias e Coritiba, que são verdes, pensamos em fazer outro time verde e deu certo”, relatou Alvadir.

### Escudo
O escudo da Chapecoense não sofreu muitas mudanças, a não ser pela quantidade de estrelas, que significava o número de títulos estaduais conquistados. A partir de 2017 houve mudanças no escudo como forma de homenagem às vítimas do desastre aéreo na Colômbia. Incluiu-se uma estrela no interior da letra F, uma das formas que o clube encontrou de eternizar os que dedicavam suas vidas à Chapecoense. Além disso, foi colocado uma segunda estrela em cima do escudo que indica a conquista da Copa Sul-Americana de 2016. A estrela é branca e conforme o clube "Representa a paz encontrada pelos nossos eternos campeões e a luz que nos guiará adiante". O escudo da Chapecoense tradicionalmente contém:
- O seu acrônimo: ACF
- O seu nome oficial: Associação Chapecoense de Futebol
- A cidade em que se localiza: Chapecó-SC
- Uma estrela no interior da Letra F
- Uma estrela branca em cima do escudo

### Alcunhas
A primeira alcunha do clube foi "Furacão do Oeste", a alcunha surgiu de uma parte do primeiro hino da Chapecoense em que cantava-se "[...] a torcida te agradece Furacão, por mais um jogo vencido[...]". Desde então, a alcunha foi adotada e amplamente utilizada durante a década de 70. Logo após, tornou-se muito popular o apelido de "Verdão do Oeste", fazendo referência as cores do clube e da sua localização no estado de Santa Catarina. Em 2014, após o clube chegar na Primeira Divisão nacional, a Chapecoense começou a ser carinhosamente chamada de "Chape" pelos seus torcedores, simpatizantes e também pela imprensa nacional. Atualmente, esta é a alcunha mais popular e utilizada. Outras alcunhas que também surgiram ao decorrer dos anos, mas sem grande importância foram "Chapeterror" devido algumas goleadas contra grandes clubes do futebol brasileiro e "La Chape" (ou ainda "El Chape"), após uma série de jogos da Chapecoense em solo argentino, principalmente pela Copa Sul-Americana.

### Hino
A Chapecoense já teve dois hinos. O primeiro foi composto por Telles da Silva, radialista local que compôs o hino em 1974. O segundo e atual, foi composto por Luiz A. Maier. Tal hino enaltece as glórias, mas também as dificuldades que o clube teve e terá durante a sua história. O verso "Nas alegrias e nas horas mais difíceis", ficou marcada na reconstrução do time após o acidente aéreo na Colômbia, em 2016.
| Ai, ai ai... Meu furacão querido! A torcida te agradece, furacão Por mais um jogo vencido! A nossa torcida vai Em estradas de Caracol Pode a tarde ser chuvosa Ou mesmo em tempo de sol! É uma romaria assim De Chapecó à Xaxim Pra assistir o futebol Furacão! Ai, ai ai... Meu furacão querido! A torcida te agradece, furacão Por mais um jogo vencido! O domingo se aproxima Outro adversário vem A torcida vai em peso Mostrando que te quer bem! Vai e mostra a sua garra Com a vitória faz a farra E os nossos craques também Furacão! Ai, ai ai... Meu furacão querido! A torcida te agradece, furacão Por mais um jogo vencido! Pouca gente acreditava O milagre aconteceu A nossa associação Como um raio apareceu! Volmir balançou a rede E o nosso furacão verde Em casa nunca perdeu Furacão! Ai, ai ai... Meu furacão querido! A torcida te agradece, furacão Por mais um jogo vencido! Letra do Hino da Associação Chapecoense de Futebol Letra: Telles da Silva |

| «Ó glorioso verde que se expande Entre os estados tu és sempre um esplendor Nas alegrias e nas horas mais difíceis Meu furacão tu és sempre um vencedor São tantos títulos outrora conquistados Com bravura, muita raça e fervor Leva consigo o coração de uma cidade Meu furacão tu és sempre um vencedor Sempre honrando nosso escudo com sua raça És alegria nos estádios nunca só Na imensidão e vastidão de nosso estado Chapecoense tu és sempre Chapecó A força imensa de sua fiel torcida Que nos estádios tudo é lindo e nos fascina A nossa massa meu verdão mexe contigo Tu és querido em toda Santa Catarina» Letra do Hino da Associação Chapecoense de Futebol Letra: Luiz A. Maier |

### Mascote
Fazendo jus ao nome de seu estádio, que homenageava Vitorino Condá, líder do povo indígena Caingangue, que habitou a região do Oeste Catarinense, o personagem a representar a imagem da equipe passou a ser também a de um índio. Diz a lenda que o cacique lutou para que seu povo tivesse direito à terra junto ao governo brasileiro. Os colonizadores que chegavam à região iam se apossando das terras atrás de titulação do governo. O mascote também pode ser denominado como "Índio Guerreiro".

## Torcida

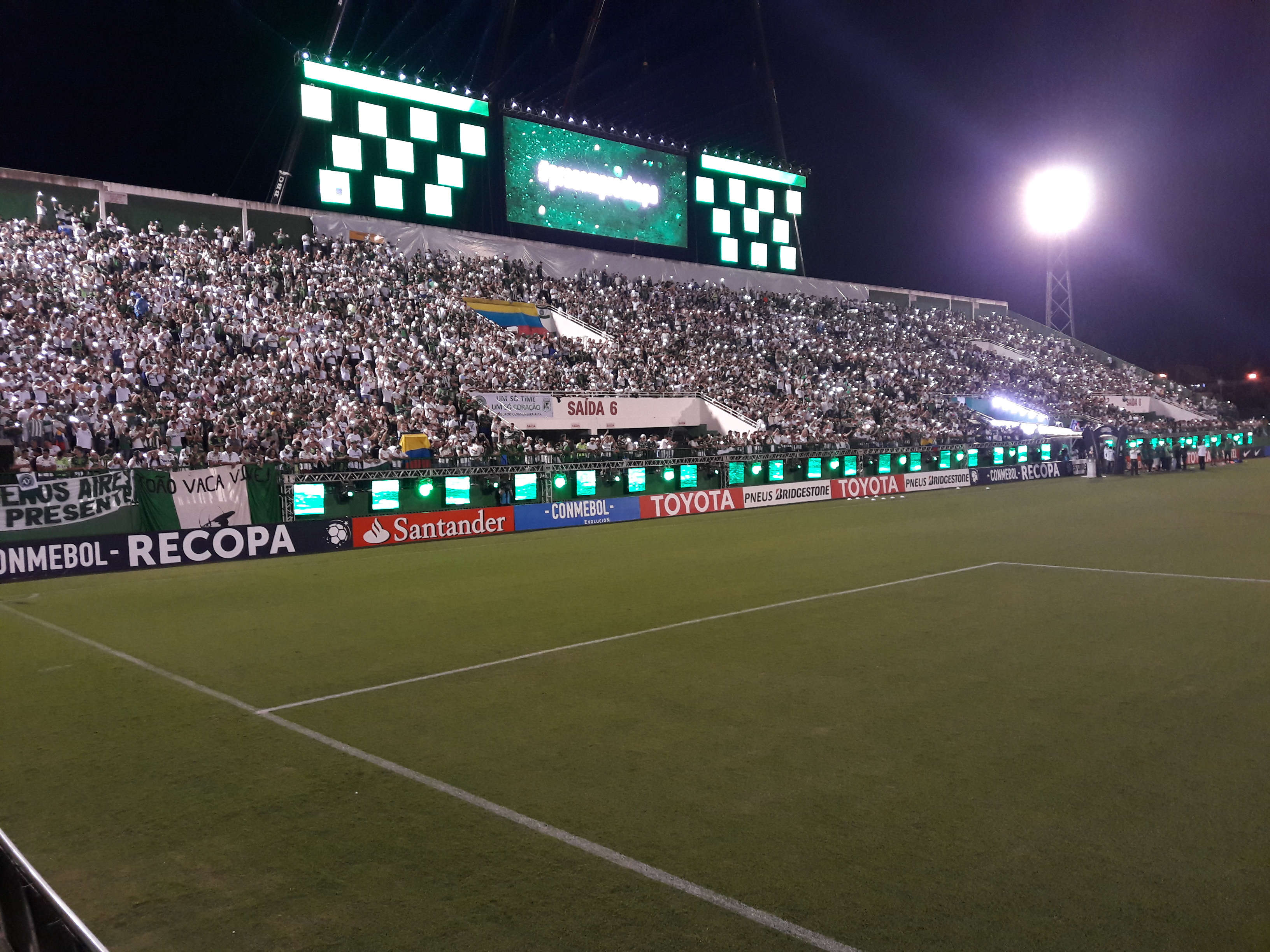
Torcida da Chapecoense na final da Recopa Sul-Americana contra o Atlético Nacional de Medellín.

Conforme pesquisa Realizada pelo Instituto MAPA, a Chapecoense é o clube catarinense com mais torcedores. A informação é baseada em uma pesquisa de opinião realizada pelo Instituto Mapa e divulgada pela CBN Diário. Mil pessoas foram entrevistadas entre os 30 municípios com mais habitantes de Santa Catarina. Bem á frente, a Chape tem 26% do favoritismo, enquanto Criciúma e Joinville têm 9%, seguidos por Avaí e Figueirense, com 8%. O resultado é proporcional ao números de pessoas que vivem em cada região.
Pelo Campeonato Brasileiro, o clube manteve uma média considerável de torcedores. Em 2014, teve uma média de 10 021 torcedores, em 2015 foram 9 072, em 2016 foram 7 612, em 2017 foram 9 609 e em 2018 foram 9 391 torcedores.
Em entrevista para a emissora ESPN Brasil, o ex treinador da Chapecoense Guto Ferreira relatou uma situação com a torcida da Chapecoense na qual descreve uma das características dos seus torcedores:
| “ | A coisa mais bonita até agora na minha carreira com torcida, foi na Chapecoense. Nós tínhamos chegado no aeroporto e fazia 7 jogos que a Chapecoense não vencia. Quando chegamos avisaram que havia torcedores nos esperando, esperávamos que seria pressão, uma guerra. Mas a hora que descemos, era batucada, a torcida entoava "estamos com vocês" e apoio total. No jogo seguinte, contamos com a presença maciça do torcedor. A partir do apoio, a equipe decolou. | ” |
|   | — Guto Ferreira, ex treinador da Chapecoense. |   |

### Maiores públicos
Estes são os dez maiores públicos da história da Chapecoense:
| Nº | Público | Placar | Adversário        | Data                   | Competição             |
| -- | ------- | ------ | ----------------- | ---------------------- | ---------------------- |
| 1  | 19 992  | 1–0    | São Paulo         | 2 de dezembro de 2018  | Campeonato Brasileiro  |
| 2  | 19 165  | 1–2    | Grêmio            | 11 de maio de 2014     | Campeonato Brasileiro  |
| 3  | 19 141  | 0–1    | Avaí              | 7 de maio de 2017      | Campeonato Catarinense |
| 4  | 19 005  | 2–1    | Atlético Nacional | 5 de abril de 2017     | Recopa Sul-Americana   |
| 5  | 17 569  | 0–0    | San Lorenzo       | 23 de novembro de 2016 | Copa Sul-Americana     |
| 6  | 17 407  | 5–0    | Internacional     | 9 de outubro de 2014   | Campeonato Brasileiro  |
| 7  | 17 014  | 0–2    | Figueirense       | 8 de abril de 2018     | Campeonato Catarinense |
| 8  | 16 981  | 2–1    | Internacional     | 17 de setembro de 2018 | Campeonato Brasileiro  |
| 9  | 16 593  | 0–1    | Botafogo          | 15 de novembro de 2018 | Campeonato Brasileiro  |
| 10 | 16 474  | 5–1    | Palmeiras         | 4 de outubro de 2015   | Campeonato Brasileiro  |

### Sócios
Em 2016, antes da tragédia em Medellín, o clube do oeste catarinense possuía um quadro de sócios torcedores de 8 500 contribuintes. Após o acidente, pessoas de todos os cantos do planeta decidiram ajudar o clube em sua reestruturação. Para atender a demanda, a Chapecoense criou novos planos para que todos pudessem contribuir da maneira mais adequada.
Até o final de dezembro de 2016, um mês depois da tragédia, 15 850 novos sócios apoiadores fizeram a adesão em um período de dez dias. Somados aos 9 100 sócios torcedores que o clube já contava naquele mês, o número quase triplicou, em relação aos que tinha antes do acidente. Outras 50 mil pessoas estavam inscritas, aguardando aprovação do cadastro. Em janeiro de 2017, o número de sócios apoiadores havia atingido mais de 17 mil, com 40 mil na fila de espera. Com a efetivação dos que aguardavam na fila, somados aos novos sócios e aos 9 100 sócios torcedores, a expectativa do clube era chegar à sétima posição nacional, com mais de 66 mil sócios.

### Consulados
A Chapecoense possui 24 consulados oficializados. Em Santa Catarina, os consulados ficam localizados nas cidades de São Miguel do Oeste, Nova Erechim e Águas Frias, Pinhalzinho, Joaçaba, Herval d'Oeste e Luzerna, Faxinal dos Guedes, São Domingos, Saudades, São Carlos, Concórdia, Xanxerê, Xaxim, Quilombo, Arvoredo, Xavantina, Seara, Guatambu, Cordilheira Alta, Nova Itaberaba, Cunha Porã, Timbó, Balneário Camboriú e Capinzal. A primeira cidade fora do Estado de Santa Catarina a contar com um consulado da Chapecoense foi a cidade de Francisco Beltrão, no Paraná. No Rio Grande do Sul, possui consulado em Venâncio Aires.

### Redes sociais
A Chapecoense conta com um grande contingente de seguidores em suas redes sociais. Ao todo, são mais de 5,7 milhões de seguidores, sendo o 10º clube com mais seguidores nas redes sociais do Brasil. Entre as principais estão o Facebook com 3,8 milhões de seguidores, Instagram com 1,3 milhões de seguidores e o Twitter com 632 mil seguidores. Os estados de São Paulo, Santa Catarina, Rio de Janeiro, Rio Grande do Sul e Minas Gerais, são os estados com os maiores números de seguidores. São Paulo, Rio de Janeiro, Curitiba, Porto Alegre e Fortaleza, são as cidades com os maiores números de seguidores. Fora do Brasil, Portugal, Argentina e Colômbia, tem números consideráveis de seguidores.

## Categorias de base
Títulos da base
| Estaduais      | Estaduais                                  | Estaduais | Estaduais         |
|                | Competição                                 | Títulos   | Temporadas        |
| -------------- | ------------------------------------------ | --------- | ----------------- |
|                | Campeonato Catarinense de Futebol Júnior   | 3         | 2016, 2018 e 2022 |
|                | Campeonato Catarinense de Futebol Juvenil  | 1         | 2015              |
|                | Campeonato Catarinense de Futebol Infantil | 1         | 2018              |
| Citadinos      |                                            |           |                   |
|                | Competição                                 | Títulos   | Temporadas        |
|                | Campeonato Municipal Sub-15                | 1         | 2016              |
|                | Campeonato Municipal Sub-13                | 1         | 2016              |
| Outros títulos |                                            |           |                   |
|                | Competição                                 | Títulos   | Temporadas        |
| França         | Golden League Sub-17                       | 1         | 2016              |
| Brasil         | Copa Maravilha Sub-15                      | 1         | 2016              |

Campanhas de destaque
- Copa São Paulo de Futebol Júnior: Quartas de final (2017)
- Copa do Brasil de Futebol Sub-20: Quartas de final (2016)
- Copa do Brasil de Futebol Sub-17: Quartas de final (2016)
- Campeonato Catarinense de Futebol Júnior: Vice-campeã (1988, 1995, 2015, 2017 e 2019)
- Campeonato Catarinense de Futebol Infantil: Vice-campeã (2014, 2016 e 2019)

### Jogadores revelados
- Douglas Grolli
- Fabiano Leismann
- Hyoran
- Shaylon
- Tiepo
- Tiago Coser